# Festungen und militärische Anlagen Maltas

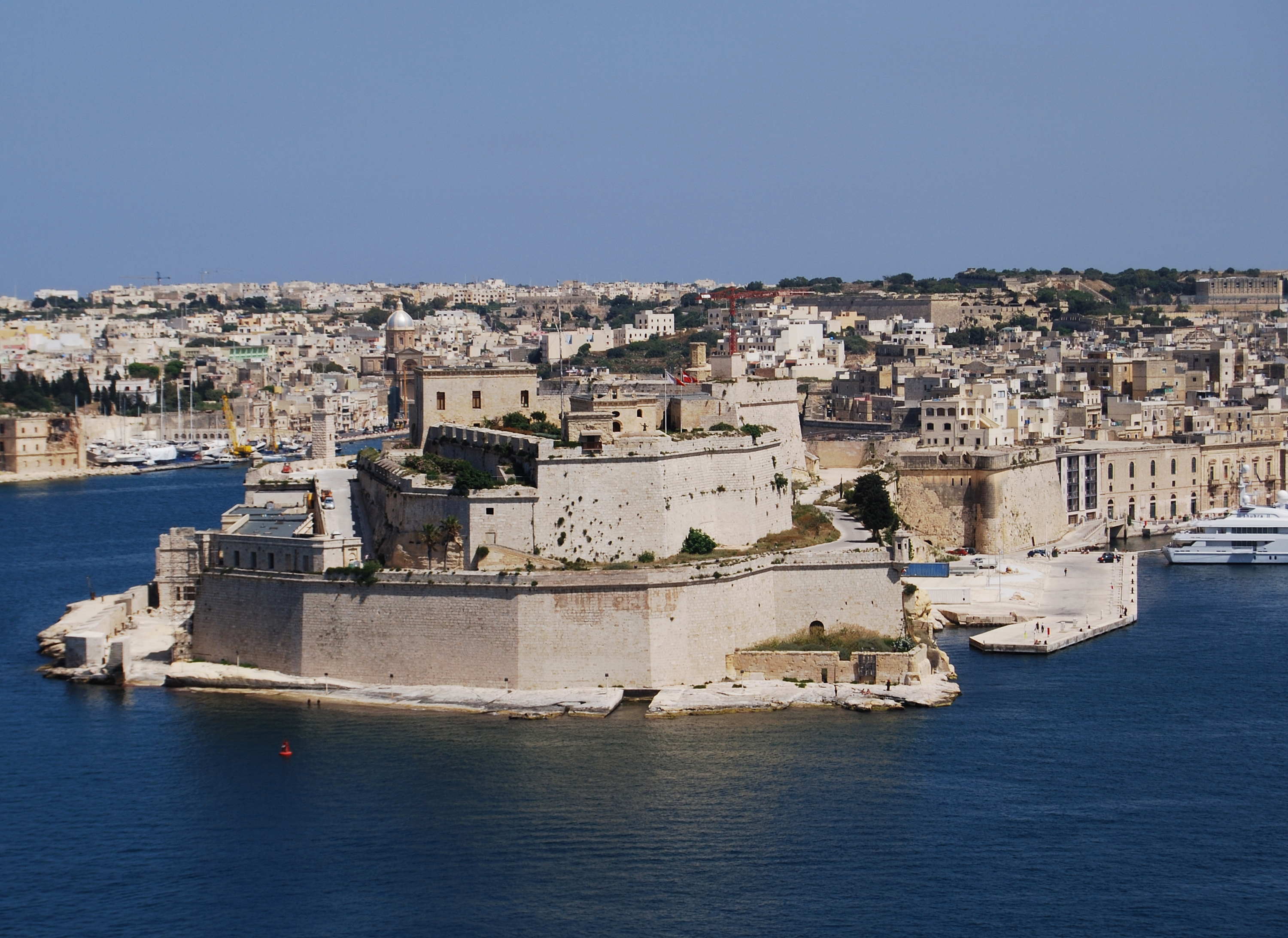
Fort St. Angelo

Bedingt durch die einzigartige geostrategische Lage lag der maltesische Archipel fast ständig im Brennpunkt des Interesses verschiedener Mächtegruppen. Dies hat dazu geführt, dass durch die verschiedenen Besitzer bzw. Besatzer der Insel in hoher Zahl militärische Anlagen – und hier insbesondere Befestigungen – errichtet wurden. Die Befestigungsanlagen auf Malta veranschaulichen einerseits die wechselvolle Geschichte der Insel. Andererseits bieten sie auf einem sehr gedrängten Raum derzeit noch einen einmaligen, nahezu lückenlosen Überblick über die Entwicklung militärischer Befestigungsanlagen vom 16. bis zum 20. Jahrhundert. Die Besonderheit – und Einmaligkeit – Maltas besteht weiterhin darin, dass hier die Befestigung eines Komplexes mit aufeinander abgestimmten Bestandteilen sichtbar wird. Ähnliche Festungsanlagen in Europa, wie z. B. Lüttich oder der Festung Koblenz, sind nur noch in Teilen erhalten, in vielen Bereichen überbaut und lassen den inhaltlichen Zusammenhang ihrer Bestandteile nicht oder nur noch schwer erkennen.

## Befestigungen auf Malta vor Inbesitznahme durch den Johanniterorden
Vor der Inbesitznahme waren lediglich drei Gebiete des maltesischen Archipels befestigt: die Stadt Mdina im Inneren der Insel, die Zitadelle auf Gozo und die sogenannte Seefestung (Sea Castle) an der Spitze der Halbinsel Birgu im Bereich des Grand Harbour. Die Halbinsel Birgu war vermutlich bereits in römischer Zeit befestigt. Ein Teil der Bauten lässt sich auf die Zeit der arabischen Besetzung im 11. Jahrhundert datieren. Weitere Erweiterungen erfolgten durch die Normannen ab 1091. Die alte Hauptstadt Mdina, auch „Città Notabile“ oder „The Silent City“ genannt, im Inneren der Insel auf einer Anhöhe gelegen, wurde bereits 1000 vor Chr. von Phöniziern besiedelt. Der heutige Name stammt von der Besetzung durch die Sarazenen um das Jahr 870. Die Normannen, die die Insel 1091 unter Roger I. eroberten, bauten die Festung weiter aus. Die Zitadelle auf Gozo wurde bereits von den Römern erbaut, später unter der arabischen Besetzung erweitert und war lange Zeit die einzige befestigte Anlage auf dieser Insel.

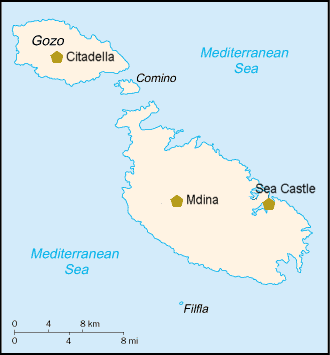
Befestigungen auf Malta vor Inbesitznahme durch die Johanniter
Befestigungen auf Malta im Bereich des Grand Harbour vor Inbesitznahme durch die Johanniter
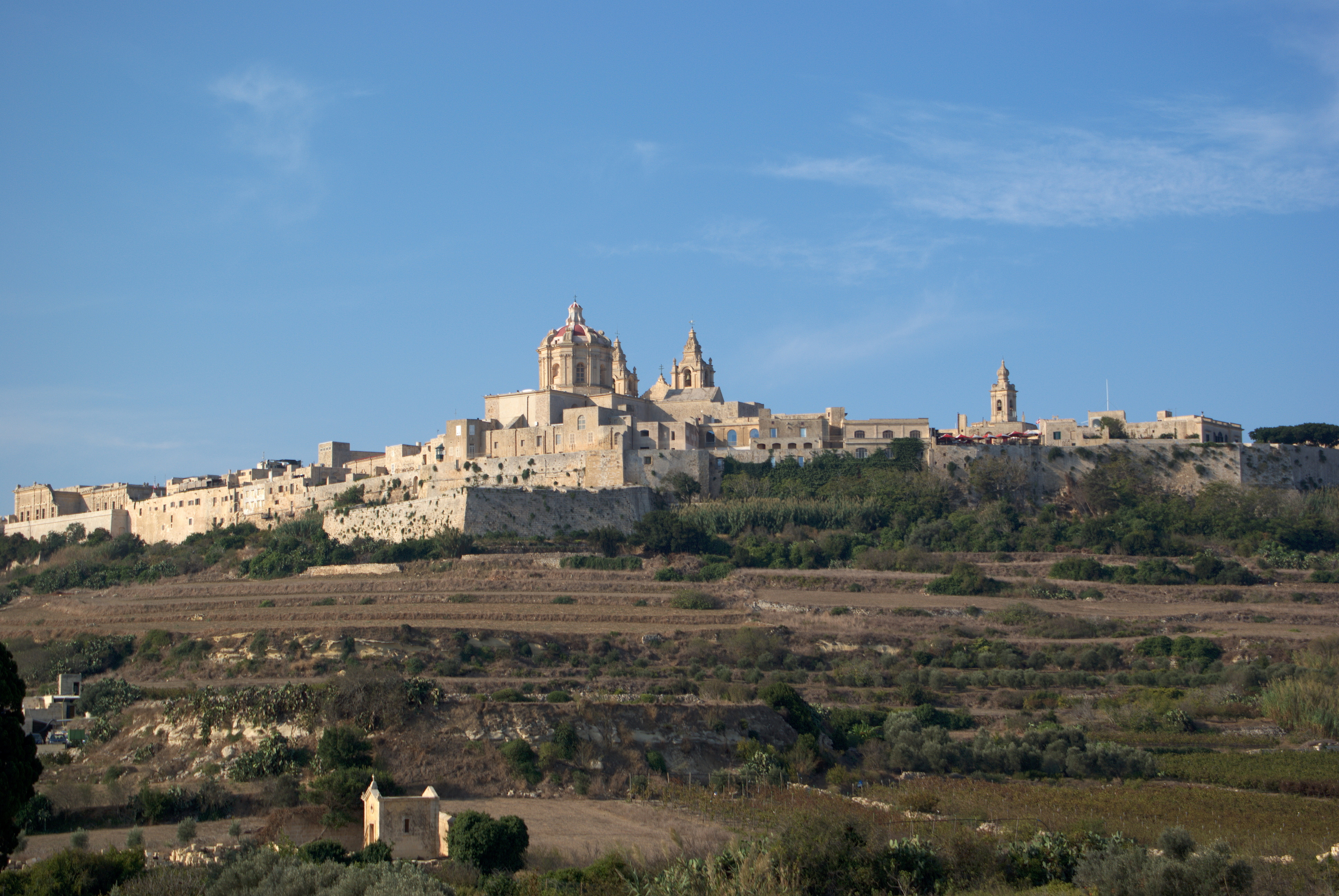
Mdina heute
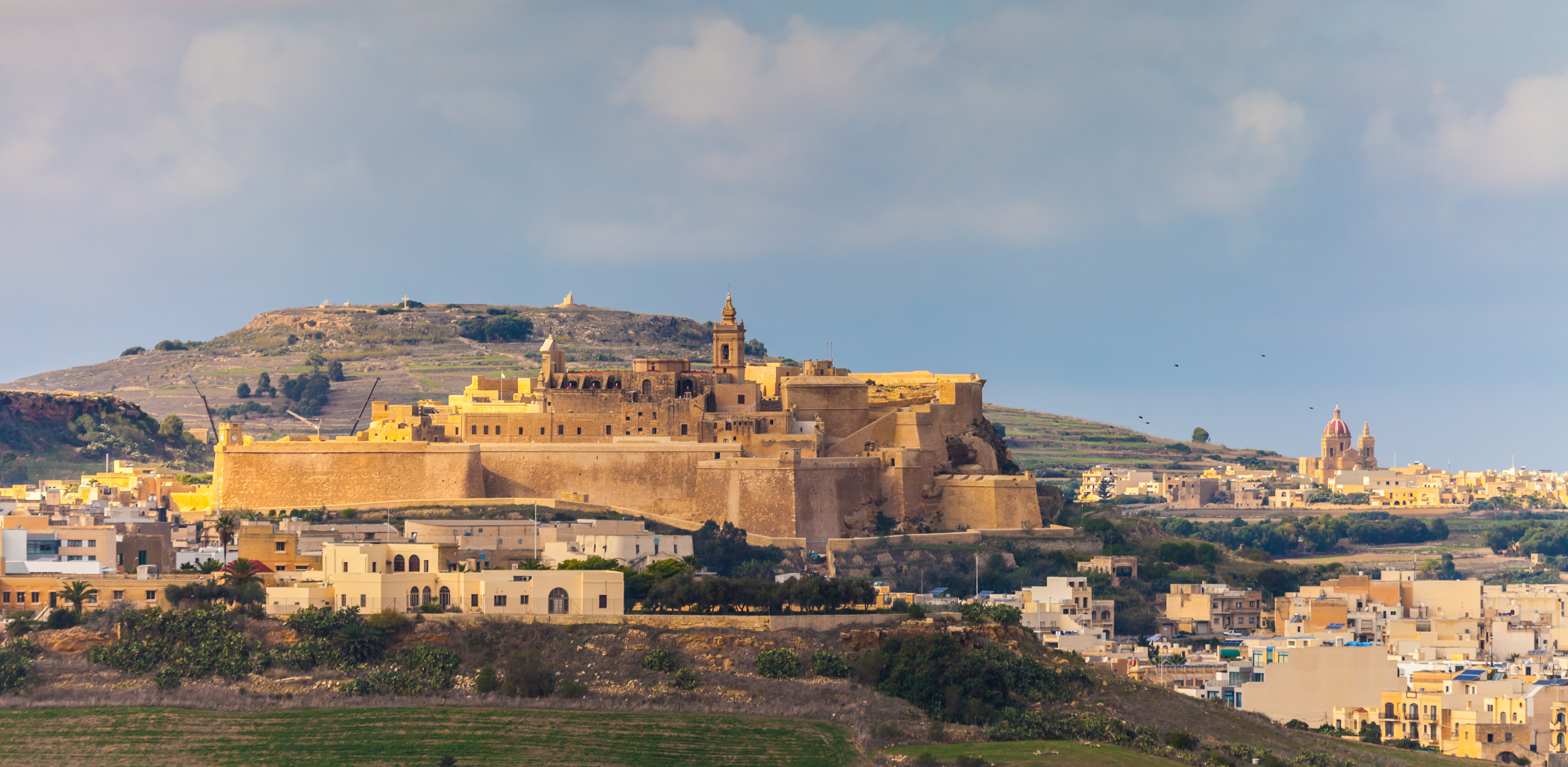
Zitadelle (Victoria, Gozo)

## Befestigungen aus der Zeit des Johanniterordens (1530–1798)

### Erste Befestigungen der Johanniter 1530–1551
Malta befand sich zur Zeit der Übereignung der Insel an den Johanniterorden in einer geostrategischen Schlüsselposition. Bedingt durch seine Lage unmittelbar vor der nordafrikanischen Küste konnte von der Insel aus der Schiffsverkehr zwischen den kleinasiatischen Teilen des Osmanischen Reiches und seinen nordafrikanischen Territorien kontrolliert werden. Gleichzeitig bot sich von der Insel aus die Möglichkeit, die Piraterie entlang der nordafrikanischen Küste zu bekämpfen und damit die wirtschaftlichen Interessen der seefahrenden west- und südeuropäischen Staaten zu schützen. Die exponierte Lage machte die Insel jedoch zugleich anfällig. Es war zu erwarten, dass die Osmanen versuchen würden, Malta als Stützpunkt auszuschalten. Neben einer Seeschlacht zur Ausschaltung der Flotte der Johanniter war eine Besetzung der Insel ebenso wahrscheinlich. Die neuen Besitzer trugen diesen Umstand durch die Anlage ausgedehnter Befestigungen Rechnung.
Die Johanniter konzentrierten sich auf das Gebiet um den Grand Harbour. Dabei errichteten sie ihre ersten Gebäude ostwärts des Grand Harbour auf dem Gebiet der heutigen Three Cities. Die Stadt Birgu nahm zunächst das Konvent der Johanniter auf und wurde damit de facto zur Hauptstadt des Ordens. Zum Schutz der Stadt und der Hafeneinfahrt wurde unter Großmeister Philippe de Villiers de l’Isle-Adam das bestehende Sea Castle zum Fort St. Angelo erweitert. Die Ansiedlung wurde landseitig durch eine Mauer gesichert. Die Befestigungen in Mdina wurden ebenfalls verstärkt.
Während des ersten türkischen Angriffes 1551 konnten Mdina und St. Angelo gehalten werden, während die Zitadelle auf Gozo durch die türkischen Truppen besetzt wurde. Dieser Angriff, obwohl letztlich erfolgreich abgeschlagen, zeigte die Schwächen des Verteidigungssystems der Insel auf.

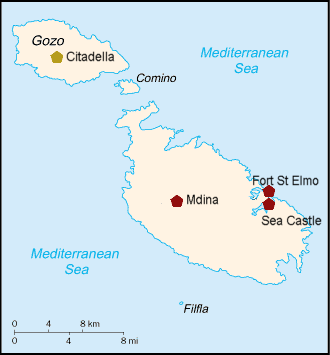
Neubauten und Erweiterungen 1530–1551
Neubauten und Erweiterungen im Bereich des Grand Harbour 1530–1551
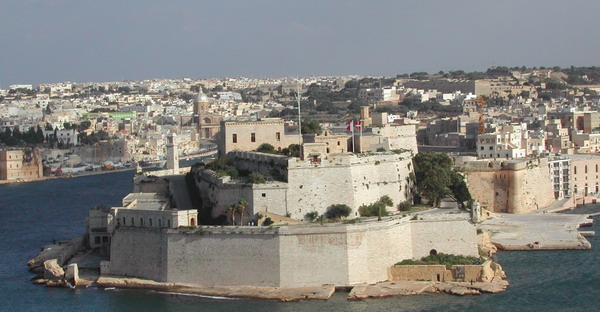
St. Angelo an der Spitze von Birgu

### Befestigungen der Johanniter 1551–1565
Die Anlandung der türkischen Truppen war im Marsamxett Harbour westlich der Halbinsel Sciberras erfolgt. Die Spitze dieser Halbinsel wurde mit dem Fort St. Elmo, benannt nach dem Heiligen Elmo, befestigt, dessen Bau 1556 zunächst abgeschlossen wurde. Dieses Fort kontrollierte damit sowohl den Zugang zum Grand Harbour als auch zum Marsamxett Harbour.
Im Bereich des Grand Harbour wurde unter dem Großmeister des Malteserordens La Sengle auf dem südlichen der drei Landfinger, der Halbinsel Isola, Fort St. Michael erbaut. Diese Befestigung wurde ab 1553 erweitert und schloss die Stadt Senglea ein, konnte aber bis 1565 nicht vollendet werden. Die Festung St. Angelo wurde verstärkt.
Die Anlage dieser Befestigungen ermöglichte den Schutz des vitalen Hafenbereiches; insgesamt wies das System der Befestigungen jedoch noch entscheidende Mängel auf. Fort St. Elmo lag tiefer als der restliche Teil der Halbinsel Sciberras, die befestigten Teile Sengleas und Birgus tiefer als die Höhen St Magherita und San Salvadore. Damit war ein Großteil der Befestigungen ungeschützt dem Artilleriefeuer von der Landseite ausgesetzt. Fort St. Elmo wurde daher auch während der großen Belagerung 1565 vollständig zerstört. Obwohl die türkischen Angreifer 1565 letztlich abgeschlagen werden konnten, boten die bestehenden Befestigungen keinen ausreichenden Schutz gegen stärkere Angreifer oder eine veränderte, flexiblere Taktik. Daher war eine Ausweiterung und Verstärkung der Befestigungsanlagen notwendig.

Neubauten und Erweiterungen im Bereich des Grand Harbour 1551–1565
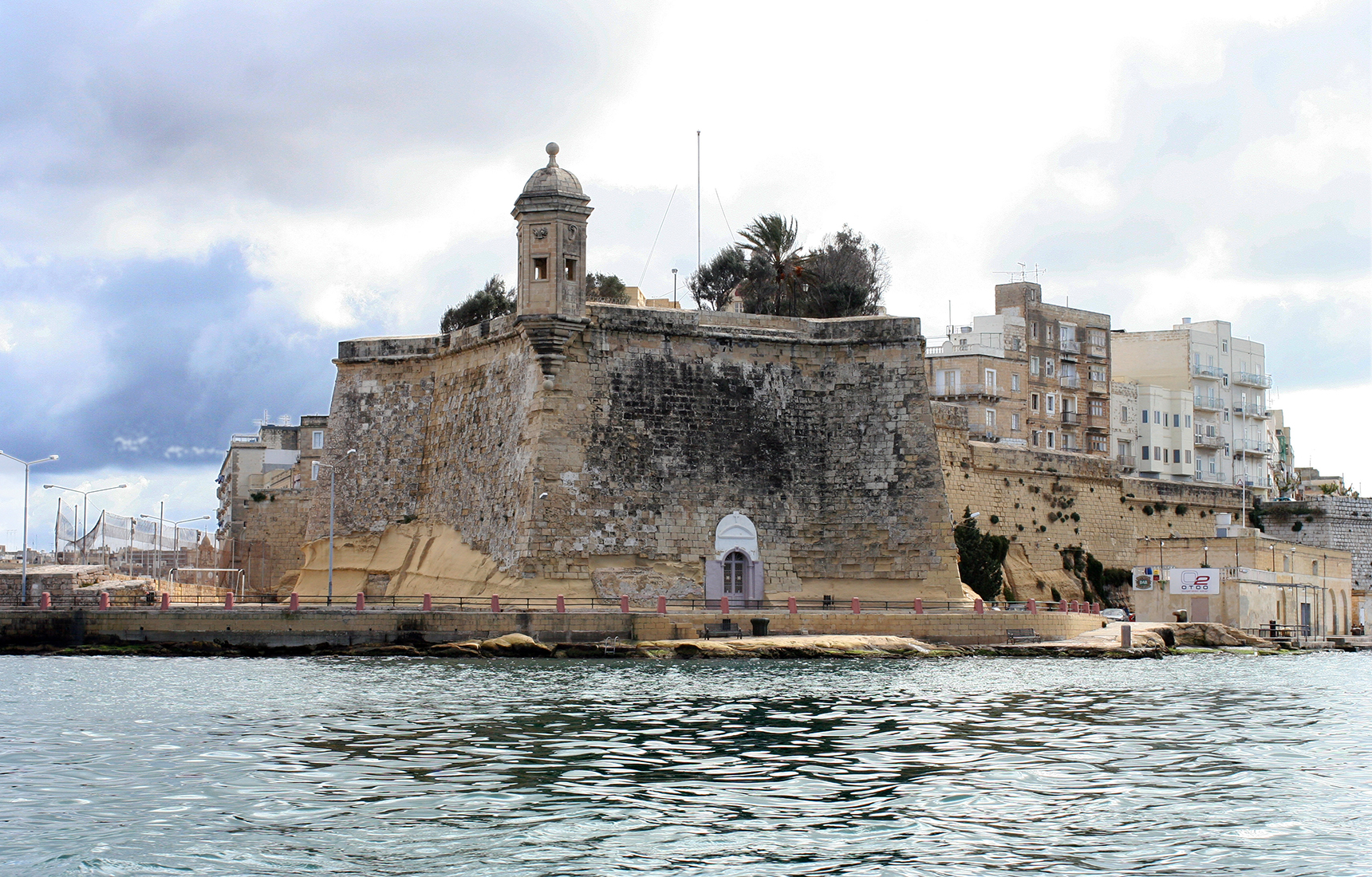
Fort St. Michael, Senglea
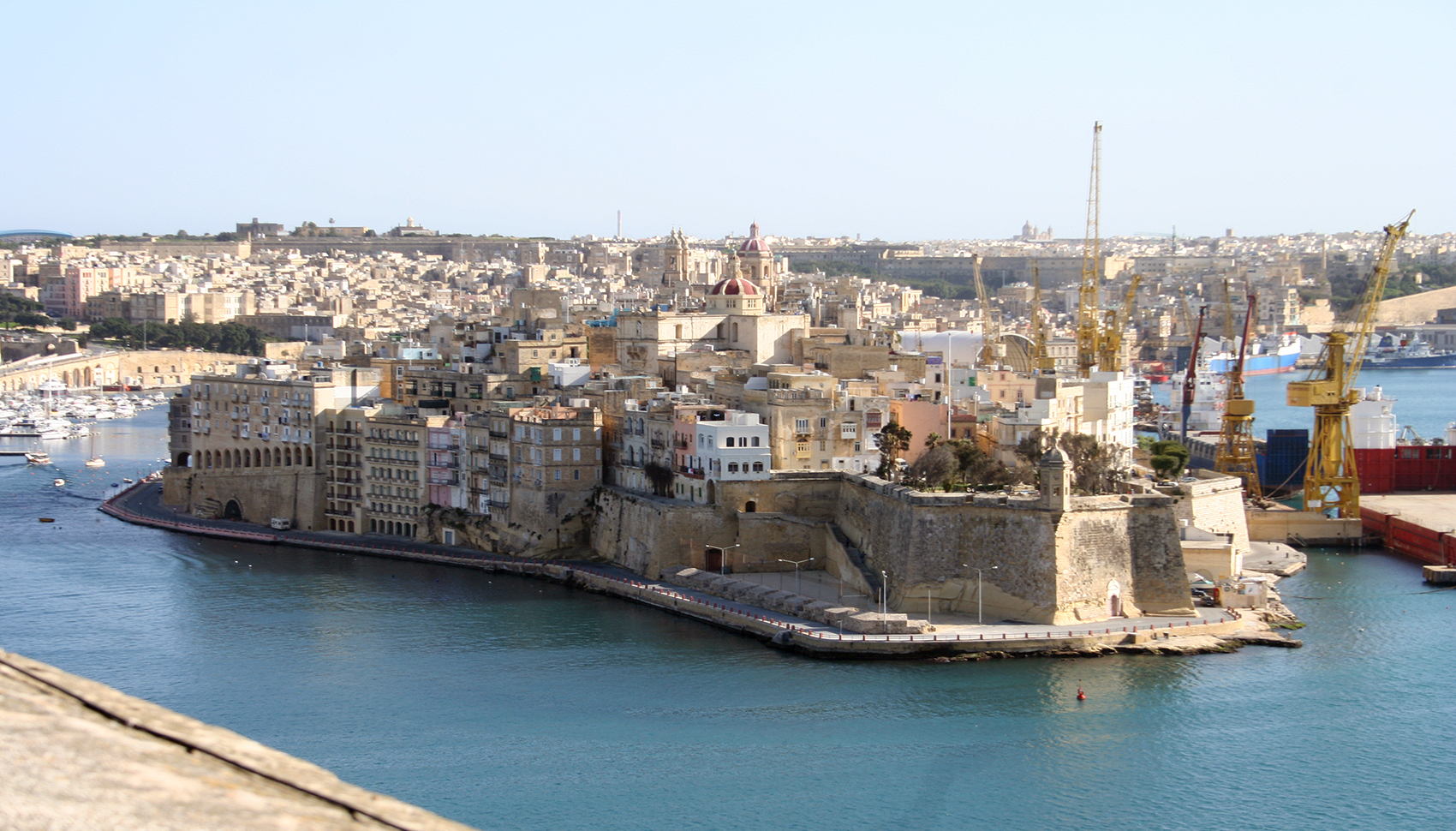
Teil der Festung St. Michael an der Spitze von L'Isla

### Befestigungen der Johanniter 1565–1630
Die große Belagerung hatte die strategische Bedeutung der Halbinsel Sciberras aufgezeigt, die durch das ungünstig gelegene Fort St. Elmo nicht ausreichend geschützt werden konnte. Notwendig war deshalb die Befestigung der ganzen Halbinsel. Im März 1566 wurde daher die Errichtung einer befestigten Stadt auf der Halbinsel beschlossen. Benannt wurde die Stadt nach Großmeister Jean Parisot de la Valette. Im Jahre 1571 wurde der Konvent des Ordens von Birgu nach Valletta verlegt. Die Stadt selbst schloss die höchsten Teile der Halbinsel ein und wurde landseitig durch die Valletta Land Front abgeschlossen. Sie wurde von Francesco Laparelli entworfen. Viele der wichtigsten Gebäude wurden durch Gerolamo Cassar errichtet. Zur gleichen Zeit wurde Fort St. Elmo wiederaufgebaut.
Durch den Sieg der vereinigten Flotten in der Seeschlacht von Lepanto verschob sich das maritime Gleichgewicht zu Ungunsten der osmanischen Flotte. Die Flotten der nordafrikanischen Staaten waren kein Bestandteil der osmanischen Flotte mehr und beschränkten sich auf Piraterie. Die Gefahr einer erneuten Belagerung schien damit vorerst gebannt. Dies änderte sich mit dem Verlust der Spanischen Armada 1588, die das maritime Gleichgewicht im Mittelmeer wieder zugunsten der osmanischen Flotte verschob.

Neubauten und Erweiterungen im Bereich des Grand Harbour 1565–1630
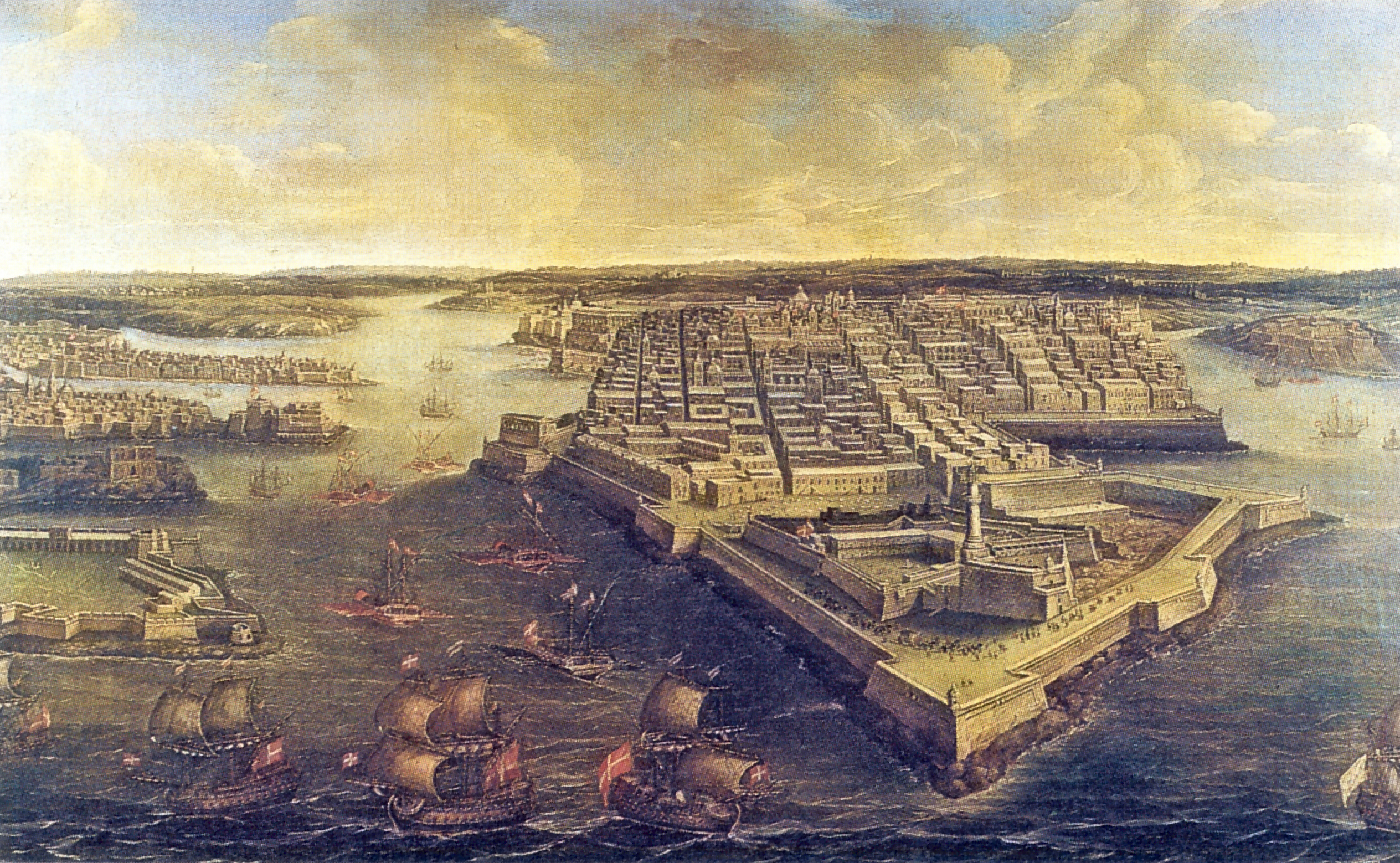
Valletta mit St. Elmo an der Spitze, unbekannter Künstler um 1800
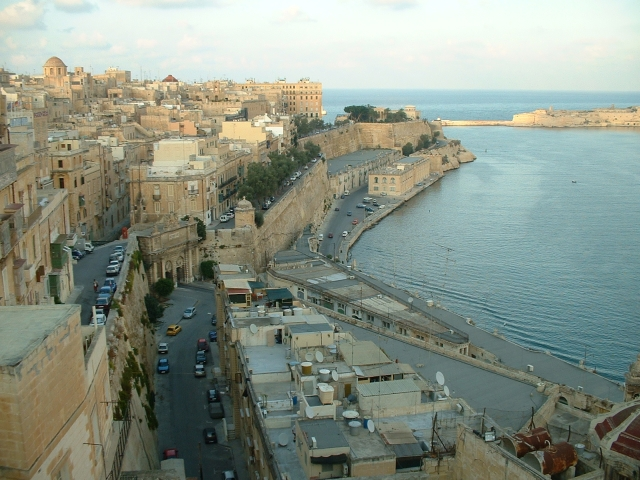
Valletta Südseite

### Befestigungen der Johanniter 1635–1800

Neubauten und Erweiterungen im Bereich des Grand Harbour 1630–1800

#### Floriana Lines
Um Valletta sowie Fort St. Elmo so weit wie möglich aus dem Feuerbereich feindlicher Artillerie herauszuhalten, wurden die Befestigungen im 17. Jahrhundert landeinwärts verschoben. Der Bau der Floriana Lines, benannt nach dem italienischstämmigen Großmeister Pietro Paolo Floriana, wurde 1635 begonnen. Als kritisch erwiesen sich jedoch die enormen Kosten dieses Bauwerks. Außerdem schien die Besetzung der Befestigungen mit ausreichenden Truppen schwierig, so dass ihre Fertigstellung immer wieder verzögert wurde.

#### Sta. Margherita Lines
Die landseitige Befestigung der drei Städte (Birgu wurde in Città Vittoriosa umbenannt, Senglea in Città Invicta) ostwärts des Grand Harbour durch die Sta. Margherita Lines begann ungefähr im gleichen Zeitraum. Die Sta. Margherita Lines schlossen die gleichnamigen Höhen ein und eliminierten die von diesen ausgehende Gefährdung der Three Cities.
Der enorme Aufwand für diese Befestigungsanlagen überstieg die finanziellen Mittel des Ordens bei weitem, so dass es immer wieder zu Unterbrechungen des Baus kam. Letztlich konnten sowohl die Floriana Lines als auch die Sta. Margherita Lines erst im 18. Jahrhundert vollendet werden.

#### Cottonera Lines
Die Cottonera Lines verschoben die Befestigungen der Three Cities nochmals landeinwärts. Wie auch die Floriana Lines sollten sie die eigentlichen Hauptbefestigungen vor feindlichem Artilleriefeuer schützen und den Feind so lange als möglich von diesen fernhalten. Die gewonnene Fläche ließ sich jedoch auch zur Erweiterung der Städte ostwärts des Grand Harbour nutzen. Als anspruchsvollstes Projekt zur Zeit des Johanniterordens bezeichnet, begann ihr Bau unter Leitung des italienischen Festungsbaumeisters Antonio Maurizio Valperga im Jahr 1670. Benannt wurden sie nach dem Großmeister Nicholas Cotoner. Eine vereinfachte Version der geplanten Befestigungsanlagen konnte erst 1760 fertiggestellt werden.

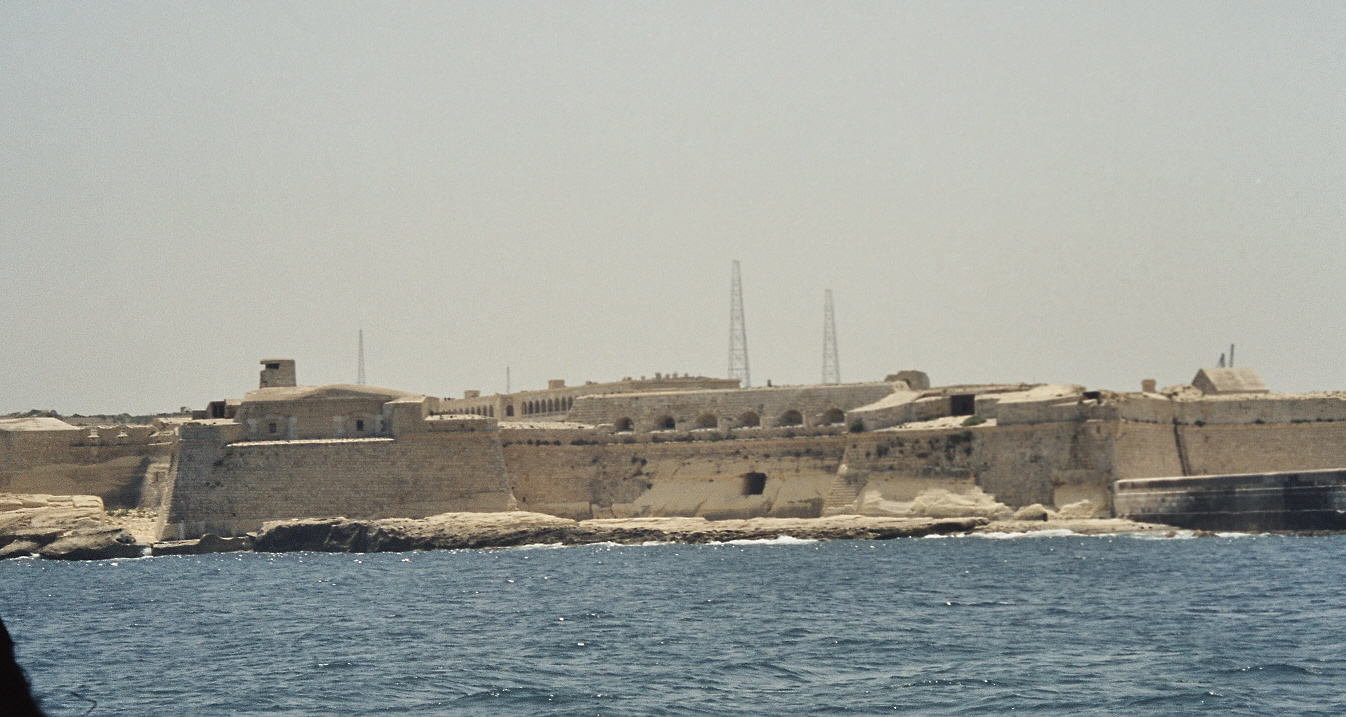
Fort Ricasoli von der Wasserseite

#### Fort Ricasoli
Ebenfalls im Jahr 1670 begann unter der Leitung Valpergas der Bau des Fort Ricasoli. Auf dem nördlichsten der drei Landfinger gelegen, schützte es zusammen mit Fort St Elmo die Einfahrt zum Grand Harbour. Von dieser Stelle hatte während der großen Belagerung die türkische Artillerie sowohl Fort St Elmo als auch Birgu beschossen. Fort Ricasoli trug damit wesentlich zur Stärkung der bereits vorhandenen Befestigungen bei.
Da der Ritter Giovanni Francesco Ricasoli einen Großteil des Projektes finanzierte, wurde das Fort nach ihm benannt. Abgeschlossen wurde der Bau 1698.

#### Fort St Elmo

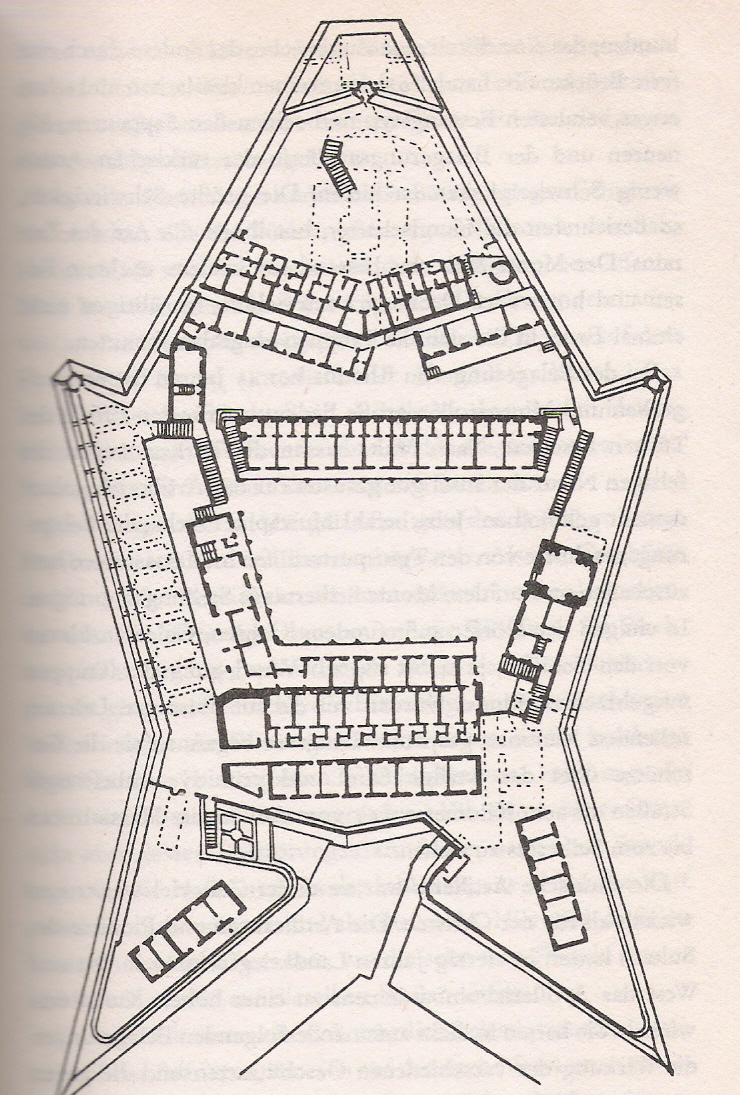
Plan des Forts St. Elmo von Pedro Pardo 1552 (Spitze oben seeseitig)

Das Fort wurde um 1522 vom spanischen Festungsbaumeister Pedro Pardo entworfen. Es war ein sternförmiger Bau, der auf der Spitze des Monte Sciberras errichtet worden war, was den Nachteil hatte, dass die felsige Landzunge des Monte Sciberras erheblich über dem Fort lag, so dass Feinde von oben hineinsehen und auch hineinfeuern konnten. Das Fort wurde bei der Belagerung durch die Türken 1565 vollständig zerstört und erst im Zuge des Baus von Valletta wieder aufgebaut.
Zwischen 1687 und 89 wurde Fort St Elmo erweitert. Hinzugefügt wurde der äußere Befestigungsring mit Bastionen zur Aufnahme von Geschützen.

#### Fort Manoel
Während die Befestigungen im Bereich des Grand Harbour ständig erweitert wurden, wurde Marsamxett Harbour ursprünglich lediglich durch Fort St Elmo und die westlichen Befestigungen Vallettas geschützt. Diese Befestigungen konnten jedoch die Inbesitznahme des Hafens durch feindliche Truppen nicht ernsthaft verhindern. Zum Schutz dieses Hafenbereiches wurde daher auf der mitten im Hafen gelegenen Insel das Fort Manoel, benannt nach dem Großmeister Manoel de Vilhena (1722–1736), errichtet. Der Bau begann 1723. Bis zu diesem Zeitpunkt diente die Insel dem Malteserorden mit dem im Jahre 1643 gegründeten Hospital als Isolier- sowie Quarantäne-Station, für u. a. Leprakranke und ankommende Schiffe unter Gelber Flagge. Fort Manoel stellt den Höhepunkt und auch den Abschluss der klassischen Festungsbauweise auf Malta dar. Das eigentliche Fort hatte einen rechteckigen Grundriss. An den Ecken der Festung befanden sich starke Bastionen, die zur Aufnahme der Hauptbewaffnung dienten. Diese Bastionen wurden durch davorliegende Countreguards geschützt. Der durch eine Zugbrücke gesicherte Eingang zur Festung befand sich an deren Ostseite.

#### Fort Tigné
Die letzte von den Johannitern errichtete Befestigung war Fort Tigné, das westlich Fort St Elmo gelegen die Zufahrt zum Marsammxett Harbour deckte. Der Bau unter der Leitung von Stefano de Tousard wurde 1792 begonnen und 1794 vollendet. Obwohl sehr klein, weist Fort Tigne ein außergewöhnliches, neues Design auf und wird als revolutionärste und einflussreichste Befestigung bezeichnet, die je von den Rittern erbaut wurde.
Im Gegensatz zu allen anderen von den Johannitern errichteten Forts besaß diese Festung einen rautenförmigen Grundriss. Die Mauern der eigentlichen Festung lagen auf gleichem Niveau wie die Umgebung. Die Festung wurde von einem breiten und tiefen Graben vollständig umschlossen, der nach außen wiederum durch eine Mauer abgeschlossen wurde. In den Ecken der äußeren Mauer befanden sich starke, mit einer Vielzahl von Schießscharten versehene Grabenstreichen, um durch massiertes Musketenfeuer den Graben von feindlichen Kräften freihalten zu können. Die Unterkünfte und Vorratslager befanden sich in einem im inneren der Hauptfestung diagonal verlaufenden Gebäude, dessen Flachdach ebenfalls mit der Umgebung abschloss. Der Zugang zur Festung erfolgte über einen Turm in der südwestlichen Ecke der Festung, dem einzigen Gebäude, das sich deutlich über die Umgebung erhob. Die Hauptbewaffnung war auf den Mauern der inneren Festung in Batterieaufstellung stationiert. Jeweils sechs Kanonen feuerten nach Norden und Westen, fünf nach Osten und drei nach Süden. Die Bewaffnung wurde mit 8 Kanonen geringeren Kalibers und sechs Mörsern verstärkt. Diese, an das Gelände angepasste Bauweise bot einen maximalen Schutz gegenüber feindlicher Waffenwirkung. Da die Hauptmauern auf gleicher Ebene wie das umgebende Gelände lagen, konnten sie durch Artillerie nicht zerstört werden. Gleichzeitig konnten die Verteidiger massives Artilleriefeuer in alle Richtungen senden. Fort Tigné stellt in seiner Bauweise den Übergang von der bastionalen hin zur polygonalen Festungsbauweise dar und nimmt die Entwicklungen des 19. Jahrhunderts vorweg.

Fort Tigné, Ursprungszustand, schematische Darstellung
Fort Tigné, Ursprungszustand, Querschnitt, schematische Darstellung

#### Wignacourt Towers
Der Schwerpunkt der Befestigungsanlagen lag zunächst im Bereich Grand Harbour. Dies war folgerichtig, lagen hier doch mit dem Hafen, dem Hospital, den Herbergen der Ritter, dem Konvent und dem Großmeisterpalast die wichtigsten Einrichtungen des Ordens. Zudem hatten die Osmanen sowohl 1551 als auch 1565 ihre Truppen in diesem Gebiet angelandet. Dennoch bestand die Möglichkeit einer Seelandung auch in anderen Bereichen der Insel oder auf Gozo. Dabei wurden zwei Fälle als wahrscheinlich angenommen: einmal die Anlandung einer großen Belagerungsstreitmacht, die dann zur Eroberung des Hafengebietes von der Landseite aus antreten würde, andererseits überfallartige Aktionen der Korsaren. Obwohl nicht bedrohlich für das Hafengebiet, konnten diese doch beträchtliche Schäden anrichten und die Versorgung der Insel empfindlich stören. Die Verschleppung der indigenen Bevölkerung der Insel in die Sklaverei würde langfristig die Insel unbewohnbar machen und damit die Stellung der Johanniter insgesamt gefährden.
Während die Anlandung einer großen Belagerungsstreitmacht zunächst nicht oder nur mit unverhältnismäßig großem Aufwand abgewehrt werden konnte, gab es durchaus Möglichkeiten, sich gegen Überfälle der Piraten zu schützen. Grundsätzlich waren dabei zwei Ansätze möglich: entweder wurde der Feind bereits an den Orten der Landung gestellt und geschlagen, oder erst nach der Anlandung durch herbeigerufene Truppen. Die zweite Lösung erforderte neben einer organisierten Aufklärung, die zumindest die permanente Beobachtung möglicher Landestellen notwendig machte, gut ausgebaute Kommunikationsstrukturen und bewegliche, schlagkräftige Landstreitkräfte. Daher wandte man sich zunächst dem ersten Lösungsansatz zu. Die gefährdeten Stellen sollten durch Befestigungsanlagen gesichert werden. Im Zeitraum 1609 – 1649 wurde die erste Reihe der so genannten Wignacourt Towers errichtet:
St Lucians Tower (1610/11) in der Bucht von Marsaxlokk, St Thomas Tower (1614) und Sta. Maria delle Grazie (1620) an den flachen Stränden der südöstlichen Küste, St. Pauls Tower (1609) in der Bucht von St. Paul und Mellieha Tower (1649) in der Bucht von Mellieha. Der Gozokanal und damit der Zugang zur Nordküste Maltas bzw. Südküste Gozos wurde durch St Mary’s Tower (1618) auf Comino überwacht, während Gozo selbst durch zwei Tower in Marsalforn (1616) und Mgarr (1609) gesichert wurde. Alle dieser Türme waren nach einem einheitlichen Schema aufgebaut. Sie hatten einen quadratischen Grundriss und besaßen im Regelfall zwei Stockwerke. Auf dem Dach stand hinter einer Brustwehr die Hauptbewaffnung der Türme.
Neben der Verteidigung des entsprechenden Küstenabschnitts dienten diese Türme auch der Kommunikation. Bei Gefahr sollten Flaggen gesetzt, die Kanonen abgefeuert bzw. nachts ein Feuer entzündet werden. Diese Signale sollten von den anderen Türmen weitergegeben werden, außerdem waren von Mdina bzw. Zitadella alle Teile der jeweiligen Insel und damit auch alle Türme problemlos zu überblicken.
Benannt wurden die Türme nach dem Großmeister Alof de Wignacourt, unter dessen Ägide mit dem Bau der Türme begonnen wurde.

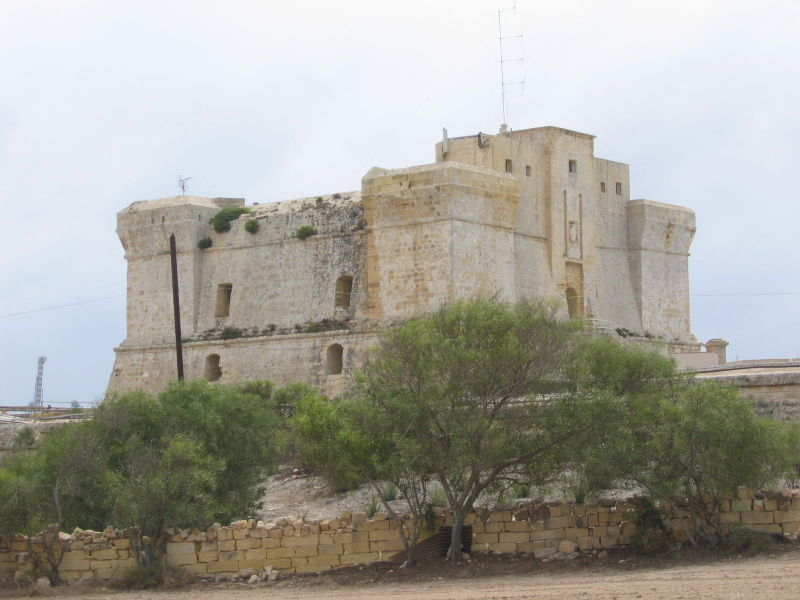
St. Lucien Tower
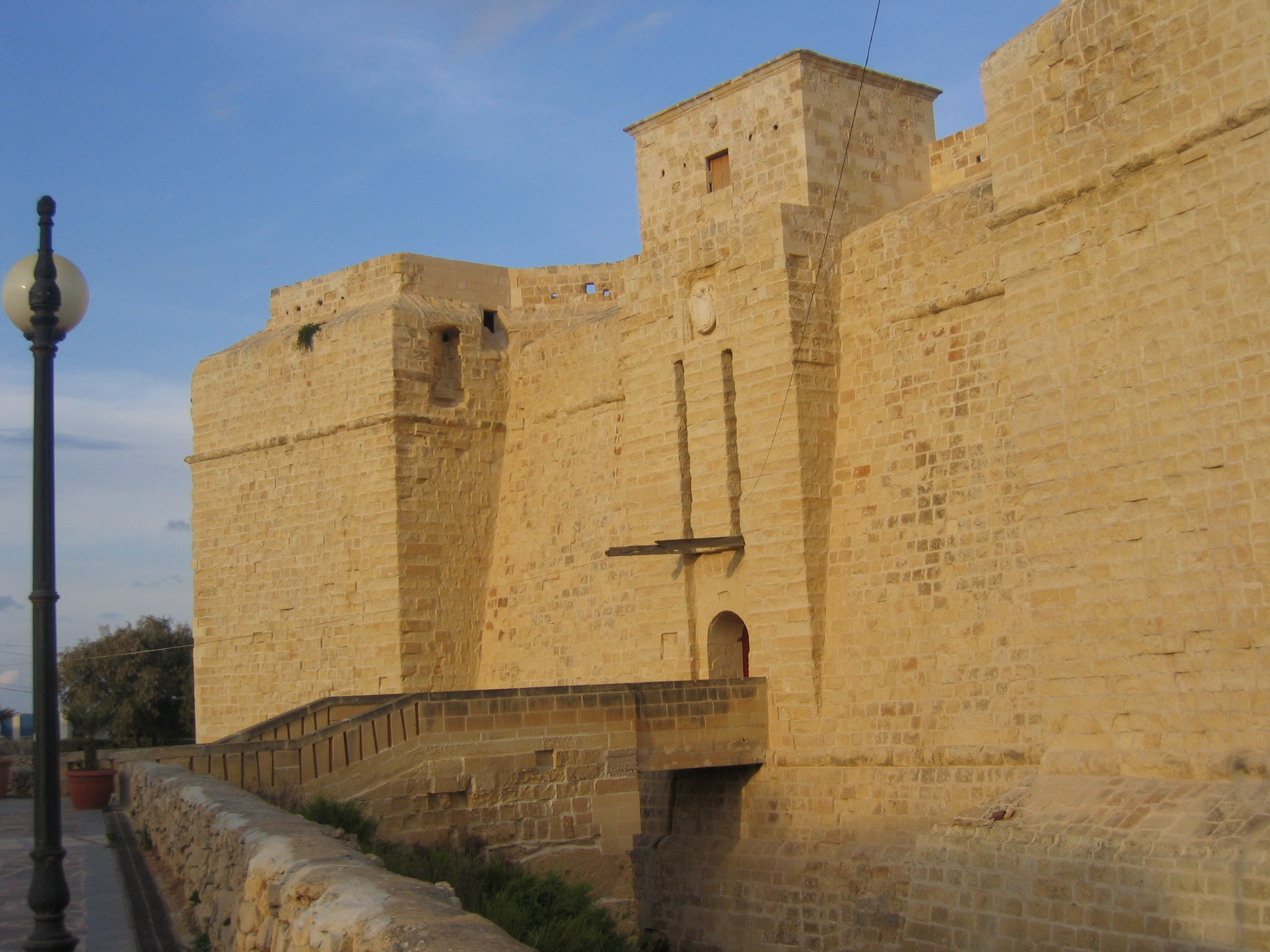
St. Thomas Tower

#### Lascaris Towers
Das Befestigungssystem der Insel wurde durch weitere, kleinere Wachtürme ergänzt. Ihr Bau begann 1630 und wurde bis 1647 fortgesetzt.
Die Türme wurden in Ghajn Tuffieha, Lippija, Qawra Point, St. Georg’s Bay und Wied iz-Zurrieq erbaut. Sie wurden meist an Stellen errichtet, an denen eine Anlandung zwar denkbar, der Zugang zum Inneren der Insel durch die Geländebeschaffenheit nur schwer möglich war. Im Vergleich zu den Wignacourt Towers waren sie wesentlich kleiner. Ihr hauptsächlicher Zweck war die Beobachtung und Alarmierung. Grund waren die Ressourcen des Ordens, die die Bemannung einer ausreichenden Anzahl größerer Türme nicht zuließen. Belegt ist die Ausrüstung dieser Türme mit kleineren Kanonen, die hauptsächlich zur Signalgebung und weniger zur Verteidigung der Türme eingesetzt werden konnten.

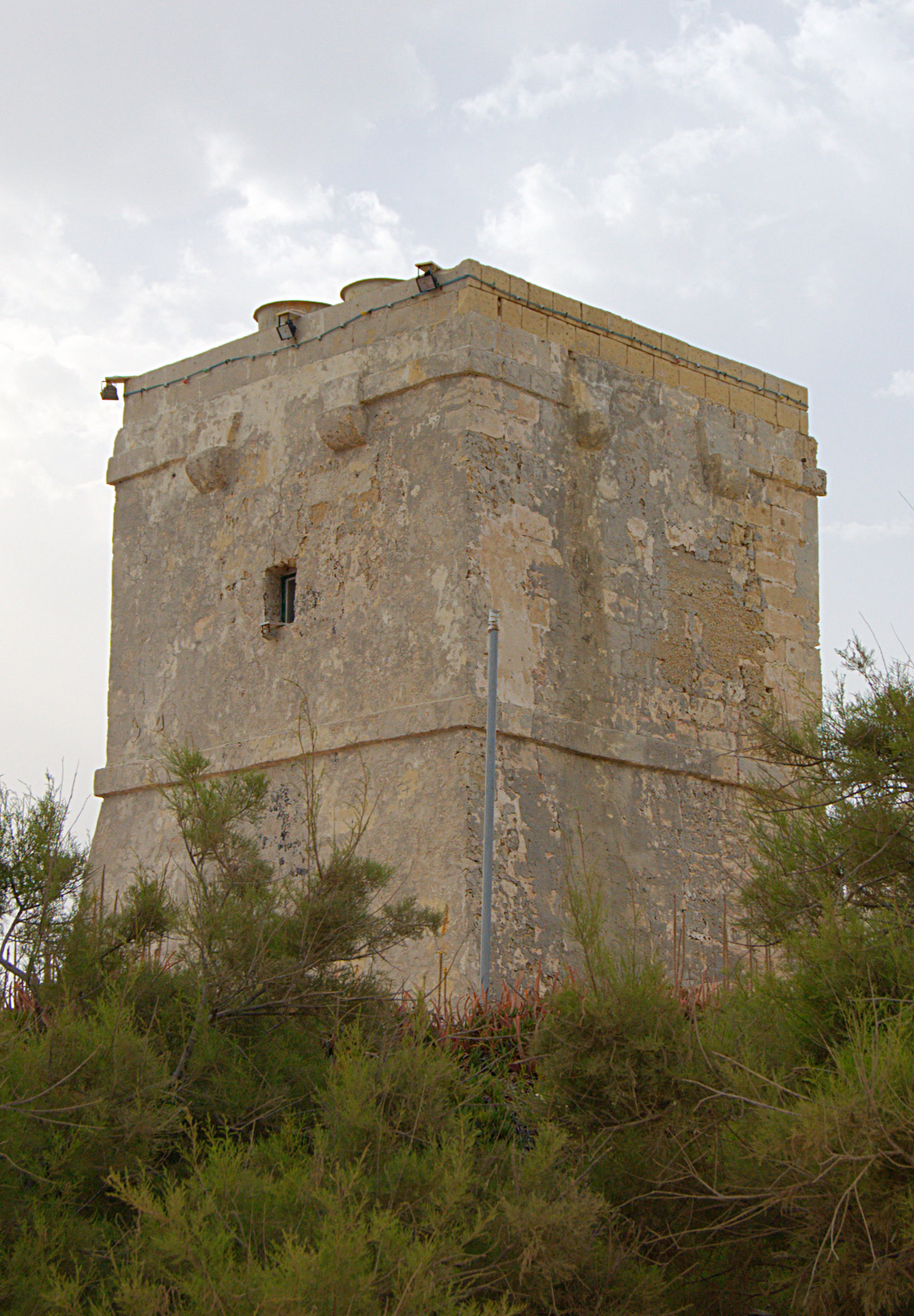
Qawra Tower

#### Redin Towers
Unter der Herrschaft des Großmeisters Fra′ Martin de Redin wurden die Küstenbefestigungen nochmals verstärkt und die dreizehn sogenannten Redin Towers errichtet: Delimara, Wardija, Hamrija, St Julian’s Tower, Qalet Marku, Ghallis, Madliena Tower, Bengisha, L’Ahrax, Triq-il-Wiesga, Xrop l-Ghagin und Ghajn Hadad. Mit diesen Türmen sollten die noch bestehenden Lücken im Verteidigungssystem der Insel geschlossen werden. Sie waren nach dem gleichen Schema wie schon die Lascaris Towers gebaut, jedoch teilweise größer und mit einem zusätzlichen Stockwerk versehen. Zumindest ein Teil dieser Tower besaß auf dem Dach vier gleich große Türmchen. Ergänzt wurden die Redin Towers 1661 durch den Tower Mgarr-ix-Xini auf Gozo und 1667 durch den Tower ta’Isopu in der Nähe von Nadur. In der Folgezeit änderte sich doch der konzeptionelle Ansatz der Küstenverteidigung. Man plante eine Anlandung feindlicher Kräfte zuzulassen und den Feind im Inneren der Insel zu stellen und zu schlagen. Daher wurden für fast 100 Jahre keine weiteren Türme mehr errichtet, bis sich der konzeptionelle Ansatz in der zweiten Hälfte des 17. Jahrhunderts wieder änderte und der Feind an der Landung gehindert bzw. an den Stränden geschlagen werden sollte. Erst mit der Errichtung des Towers bei Marsalforn im Jahre 1760 fand der Bau derartiger Befestigungen sein Ende.

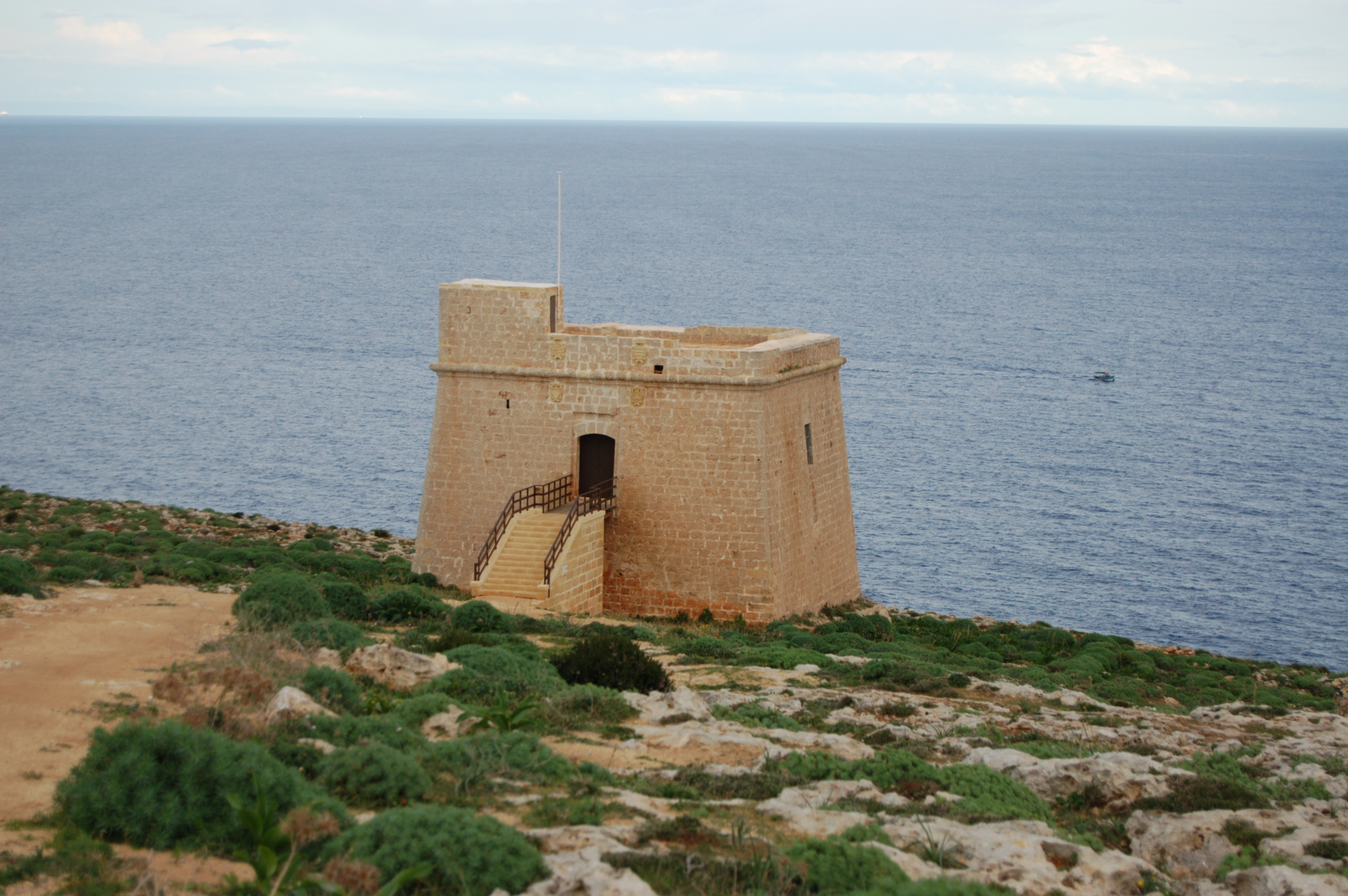
Tower ta'Isopu (Gozo)

#### Küstenbatterien und Feldbefestigungen
Wie bereits dargestellt, hatte sich der konzeptionelle Ansatz zur Abwehr einer Seelandung zwischen 1660 und 1760 geändert. Während dieses Zeitraums wurden keine Türme mehr gebaut, jedoch begann in der ersten Hälfte des 18. Jahrhunderts der Bau von Küstenbatterien und zusätzlichen Feldbefestigungen. Diese fußten auf der Überlegung, dass ein Feind in den Buchten von Marsaxlokk, Marsaskala, St. Julian’s, St. Thomas, Madliena, St. Pauls und Melhiella sowie an der Nordküste gegenüber von Comino eine ganze Flotte vor Anker gehen lassen und seine Truppen ausschiffen konnte, ohne von den bestehenden Befestigungen substantiell daran gehindert werden zu können. Hatte sich ein derartiger Feind erst einmal ausgeschifft und seine Kräfte entfaltet, wäre er erst wieder an den Befestigungen des Grand Harbour zu stoppen gewesen. Die bisher erstellten Türme boten zwar einen gewissen Schutz für ihre Besatzungen und konnten als Kommunikationsplattform dienen, wiesen jedoch eine zu geringe Feuerkraft auf. Insbesondere Infanteriewaffen konnten von ihnen aus kaum eingesetzt werden. Daher wurden zwischen 1715 und 1792 insgesamt 34 Küstenbatterien angelegt, die durch 20 Redoubts für Infanterie ergänzt wurden.
Die im Nordteil der Insel von West nach Ost verlaufende Geländestufe sollte ebenfalls zu Verteidigungszwecken genutzt werden. Obwohl ein starkes Hindernis darstellend, wies sie jedoch in der Nähe von Naxxar, Falca und Bingemma einige Lücken auf, die von einem Angreifer genutzt werden konnten. Daher wurde 1722 beschlossen diese Lücken zu schließen und eine Feldbefestigung in der Nähe von Mdina anzulegen. Im folgenden Jahr wurde weiterhin die Anlage von Feldbefestigungen an den Buchten von Marsaxlokk und St. Julian’s verfügt, ab 1731 wurden die Falca Lines errichtet. Die Arbeiten gingen jedoch nur zäh voran und wurden 1773 schließlich abgebrochen. Pläne zum Bau von weiteren 30 Küstenbatterien oder einer die Inseln Gozo und Malta komplett umschließenden Mauer wurden nie verwirklicht.

### Seelandungen und Überfälle zwischen 1565 und 1798
Nach der Niederlage während der großen Belagerung von 1565 haben die Osmanen keine weiteren Versuche zur Eroberung der Inseln unternommen. Lediglich 1614 setzten ungefähr 60 Schiffe an die 5000 Mann in St. Thomas Bay an Land, der Angriff konnte jedoch mit geringen Verlusten zurückgeschlagen werden. Demgegenüber waren kleinere Überfälle durch muslimische Piraten relativ häufig. Obwohl die Zeit von 1614 bis 1798 relativ friedlich erscheint, war die Bedrohung durch die osmanische Flotte und ihre Verbündeten stets gegenwärtig. So wurde eine Invasion 1635, 1640, 1645, 1714, 1722, 1731/32 und dann wieder 1760/61 befürchtet. Diese latente Gefahr trieb die Johanniter zur dargestellten ständigen Erweiterung und Vervollkommnung ihrer Befestigungen. Gegen Ende des 18. Jahrhunderts hatten diese einen Stand erreicht, der die ständigen Überfälle durch Piraten zwar nicht vollständig verhindern, jedoch ihre Folgen minieren konnte. Eine große Invasion konnte entweder abgeschlagen oder der folgenden Belagerung eine lange Zeit standgehalten werden. Es ist davon auszugehen, dass die Stärke der Befestigungen abschreckend auf potentielle Angreifer wirkte und zur relativ friedlichen Entwicklung in diesen nahezu 180 Jahren beitrug.

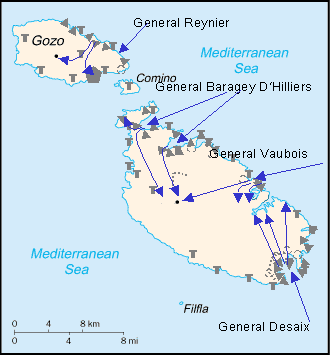
Operationsplan der französischen Armee zur Besetzung Maltas, 1798

## Französische Besatzungszeit 1798–1800

### Französische Eroberung im Juni 1798
Napoleon Bonaparte plante im Jahr 1798 gegen die britischen Truppen einen Feldzug in Ägypten. Zu diesem Zweck wurde eine Flotte, bestehend aus 13 französischen und 2 venezianischen Linienschiffen, 14 Fregatten und insgesamt 400 Transportschiffen zusammengestellt. Auf ihr schifften sich insgesamt 36.000 Soldaten ein. Die französische Flotte, die den Hafen Toulon im Mai 1798 verlassen hatte, erreichte Malta am 9. Juni 1798. Dort wuchs sie auf ungefähr 500 Schiffe an. Die Anlandung der französischen Truppen begann am Morgen des 10. Juni. Wie vorausgesehen wurden die Truppen an den als gefährdet eingestuften Buchten im Norden und Süden der Insel an Land gebracht.
General Louis Charles Antoine Desaix landete in der Bucht von Marsaxlokk, um sich dann nach Überwindung der dortigen Befestigungen gegen Valletta zu wenden. General Claude-Henri Belgrand de Vaubois landete in St. Julians Bay. Er sollte mit einem Teil seiner Truppen Mdina nehmen, während ein anderer Teil sich ebenfalls gegen Valletta wenden und die Stadt von Norden angreifen sollte. Unterstützt wurde der Angriff auf Mdina durch General Louis Baraguey d’Hilliers, der in Mallieha und St. Pauls Bay anlandete. Ein Teil seiner Truppen hatte den Auftrag, nach Norden zu schwenken und das Ufer des Gozokanals zu sichern. Gozo selbst wurde von General Jean-Louis-Ebenezer Reynier genommen, der in San Blas Bay landete. Insgesamt wurden Truppen in einer Stärke von 15.000 Mann an Land gebracht. Die Johanniter und ihre einheimischen Hilfstruppen leisteten jedoch keinen Widerstand, so dass ein Großteil der Insel bereits am Nachmittag des 10. Juni besetzt war. Die Kapitulationsverhandlungen begannen am Morgen des folgenden Tages.
Der französische Operationsplan hatte die Zweckmäßigkeit der Befestigungen der Johanniter bewiesen. Die Anlandungen fanden in den Bereichen statt, die als dafür geeignet eingeschätzt wurden und dementsprechend stark befestigt waren. Da jedoch weder die Johanniter noch ihre maltesischen Hilfstruppen bereit waren, gegen die französischen Truppen zu kämpfen, konnte auch mit diesen Befestigungen einen Landung nicht verhindert werden.

### Stellungskrieg Juni bis September 1798
Nach der Kapitulation der Johanniter setzte sich die Flotte wieder in Richtung Ägypten in Bewegung. Auf der Insel verblieben lediglich 3000 Franzosen, einschließlich 5 Batterien Artillerie, die die Befestigungen am Grand Harbour besetzten.
Unmittelbar danach setzte sich die indigene Bevölkerung der Insel, aufgebracht durch die rapide Verschlechterung ihrer wirtschaftlichen Situation und unpopuläre, weil gegen die katholische Kirche gerichtete Maßnahmen der Besatzungsmacht, gegen die Franzosen zur Wehr. Die von den Johannitern rekrutierten maltesischen Hilfstruppen, die im Gegensatz zu diesen auf der Insel verblieben waren, schlossen sich dem Aufstand der Bevölkerung an.
Die Malteser konnten eine Streitmacht von 10.000 Mann aufbieten, von der jedoch nur ein Viertel adäquat bewaffnet war. Geschütze besorgte man sich aus den Küstenbefestigungen. Unzureichend ausgebildet und bewaffnet, konnten die maltesischen Streitkräfte die französischen Truppen lediglich blockieren, jedoch keine Entscheidung herbeiführen. Um einen Ausbruch der Franzosen zu verhindern, legten die Malteser einige Feldbefestigungen um den Grand Harbour bzw. Valletta an. Auch dieser Stellungskrieg bestätigte den strategischen Weitblick der Johanniter. Die von ihnen angelegten Befestigungen waren stark genug, um auch gegen einen zahlenmäßig überlegenen Feind standzuhalten.

### Eroberung durch die Briten im September 1798 bis Juli 1800
Im September erreichte ein britisches Geschwader unter Führung Kapitäns Alexander Balls die Insel. Ball blockierte den Hafen und setzte 500 britische und portugiesische Marinesoldaten an Land ab. Diese geringe Zahl war jedoch nicht in der Lage, die maltesischen Truppen signifikant zu unterstützen. Im Dezember 1799 wurden diese Truppen durch eine weitere Brigade unter britischem Kommando verstärkt, doch erst mit der Anlandung von 1500 Soldaten im Juli 1800 änderte sich das Kräfteverhältnis zugunsten der Briten und Malteser. Dennoch reichten auch diese Truppen nicht aus, um die von den Franzosen gehaltenen Befestigungen im Hafengebiet zu stürmen. Durch die fortdauernde Blockade waren die französischen Truppen vom Nachschub abgeschnitten. Nach der Niederlage der französischen Truppen in Ägypten bestand auch keine Hoffnung auf Entsatz mehr. Am 4. September kapitulierten daher die französischen Truppen vor den Briten, die Malteser waren weder an den Verhandlungen noch an der Kapitulation beteiligt. Die Sicherung der Insel als wichtiges Glied der Kette Gibraltar – Malta – Ägypten und die damit verbundene Beherrschung des östlichen Mittelmeers wogen schwerer als die Interessen der maltesischen Bevölkerung. 15 Jahre nach der Besetzung wurde Malta zur britischen Kronkolonie.
Auch in diesem Zeitraum erwiesen sich die Befestigungen jedem Angreifer gegenüber als überlegen. Gleichzeitig wurde jedoch deutlich, dass die Insel ohne Unterstützung von außen auf Dauer nicht zu halten war. Auch ohne Erstürmung ihrer Festungen musste die Insel nach einer konsequent durchgeführten Seeblockade früher oder später fallen.

## Britische Besatzungszeit 1800–1964

### Befestigungen 1800 bis ca. 1860
Durch die britischen Streitkräfte wurden zunächst sowohl die Befestigungsanlagen als auch Bewaffnung und Ausrüstung der Kreuzritter bzw. der Franzosen weitergenutzt. Allein im Bereich der Häfen wurden von den Briten 598 Kanonen, 49 Mörser und 10 Haubitzen übernommen. Dazu kamen noch einmal ca. 300 Kanonen auf dem Rest der Hauptinsel, Gozo und Comino. Die unterschiedlichen Typen führten jedoch zu enormen Problemen bei der Munitionsbevorratung. Dieser Umstand wurde relativ frühzeitig erkannt, jedoch während der ersten 60 Jahre der britischen Besatzungszeit nicht behoben. Wurde anfänglich die Bedrohung für Malta als relativ hoch eingeschätzt – das revolutionäre Frankreich erhob nach wie vor Anspruch auf die Insel –, so sank diese nach dem Ende der Befreiungskriege rapide ab. Die Gewässer um Malta wurden durch die im Grand Harbour stationierte Mittelmeerflotte der Royal Navy beherrscht. Dies sah man im Einklang mit den britischen militärtheoretischen Vorstellungen der damaligen Zeit als besten Schutz gegen eine Invasion an.
Die fehlende Bedrohung und die Fokussierung britischer Interessen auf andere Regionen – Krim, Indien usw. – führten dazu, dass eine durchgreifende Modernisierung der Befestigungen auf Malta und ihrer Bewaffnung als nicht notwendig angesehen wurde. Man beschränkte sich auf Verbesserungen der bestehenden Befestigungen.
Ein Schwerpunkt der Anstrengungen richtete sich auf die Fertigstellung der Cottonera Lines, um den Grand Harbour vor Angriffen aus ostwärtiger Richtung zu schützen. Gleichzeitig wurde der Raum zwischen den Cottonera Lines und den Sta. Margherita Lines durch das St. Clements Retrenchment in zwei Hälften geteilt, um ein Abschneiden der Cottonera Lines durch einen Angreifer zu vermeiden. Die zentrale Bastion der Sta. Margherita Lines wurde verstärkt und zum Fort Verdala ausgebaut. Diese Arbeiten fanden 1849 ihren Abschluss.

Neubauten und Erweiterungen im Bereich des Grand Harbour 1800–1860
6-Pfünder-Kanonen. Derartige Kanonen waren auf Malta typisch für die 1. Hälfte des 19. Jahrhunderts
Blick auf die Lascaris Battery
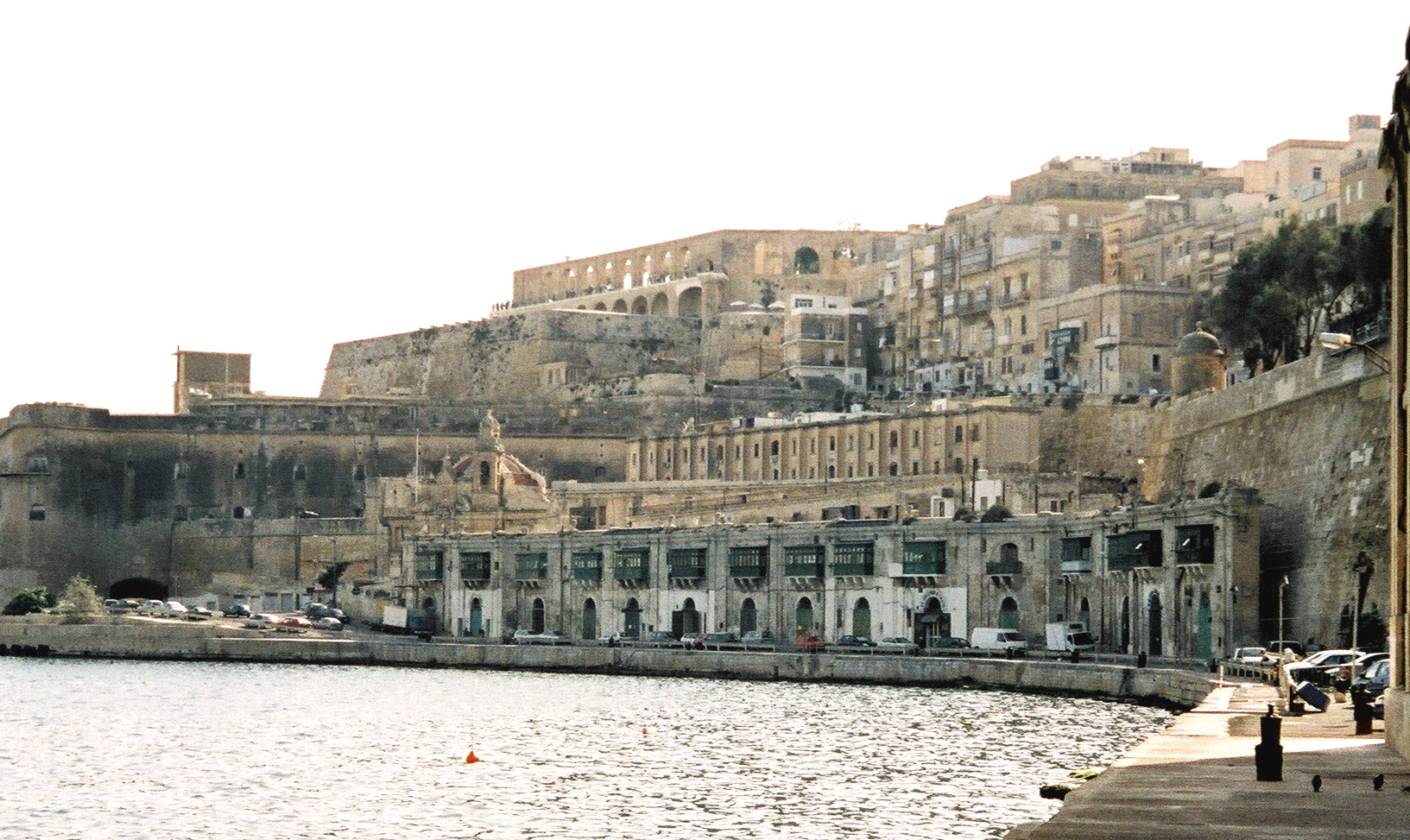
Lascaris Battery unterhalb Upper Baracca Garden
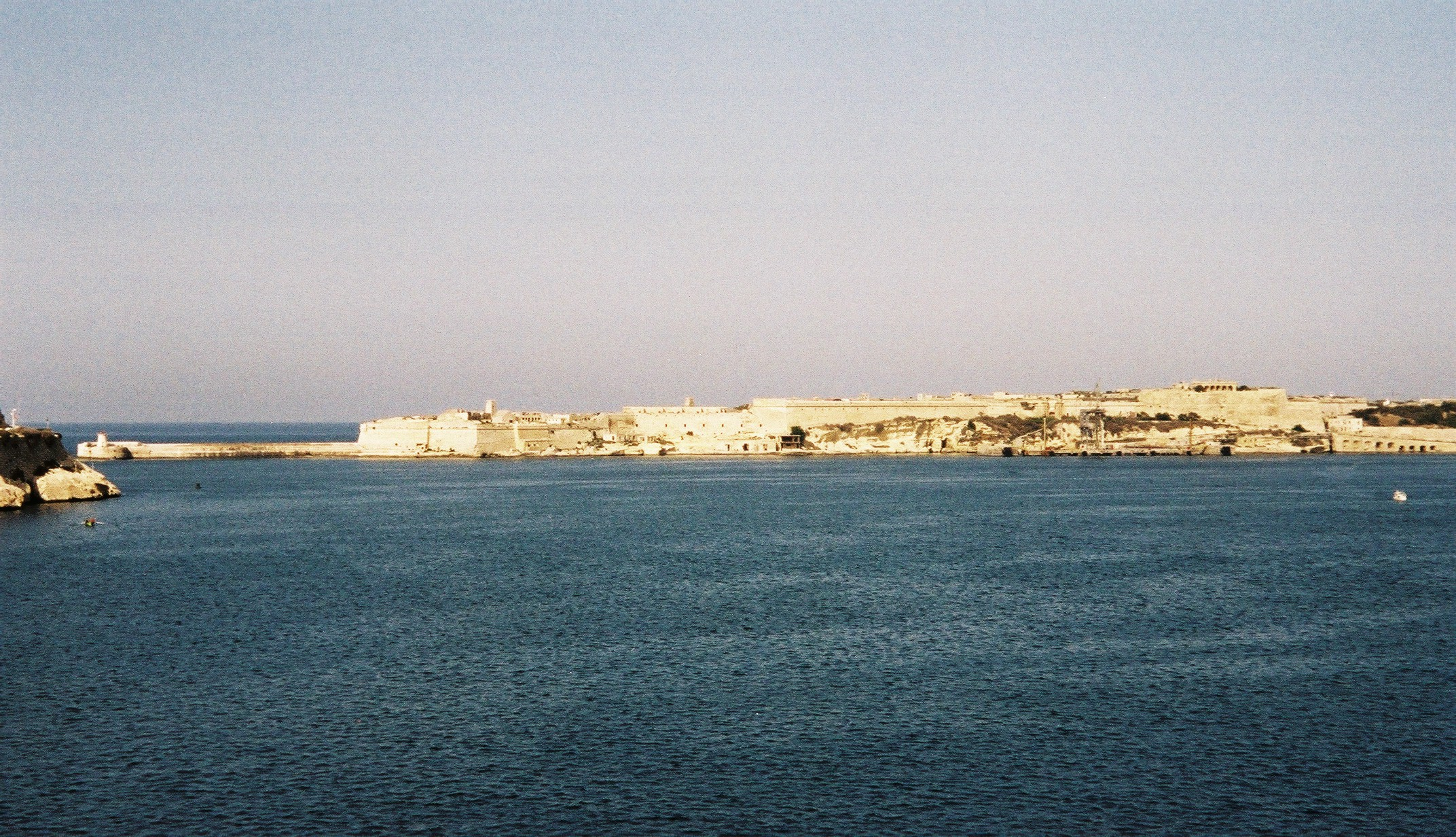
Blick von der Lascaris Battery auf Fort Ricasoli. Die den Grand Harbour beherrschende Stellung der Batterie wird deutlich

### Befestigungen 1860 bis ca. 1900

#### Forts
Die Entwicklung von Granaten verschießenden Kanonen 1837 (bis dahin verschossen Kanonen im Wesentlichen Vollgeschosse) setzte eine rapide Entwicklung im Bereich der Artillerie, aber auch des Schiffbaus und des Befestigungswesens in Gang. Die Entwicklung gezogener Geschützrohre (1842) führte zu einer signifikanten Erhöhung von Reichweite und Zielgenauigkeit der Artillerie. Die vorhandenen hölzernen Segelschiffe waren gegen diese Waffen nur unzureichend geschützt. Dies führte zur Entwicklung dampfbetriebener, gepanzerter Schiffe, die nun wiederum mit neuartigen, großkalibrigen Kanonen mit gezogenem Lauf bewaffnet wurden. Die bis dahin errichteten Küstenbefestigungen erwiesen sich gegen diese neuartigen Waffen jedoch als weitgehend nutzlos. Dies führte auch auf Malta zu Entwicklung und Bau neuartiger Befestigungen.
Zunächst wurden die im Bereich des Grand Harbour und seiner Zugänge bestehenden Festungen Fort St Elmo, Fort Tigne und Fort Ricasoli mit modernen Waffen ausgerüstet.
Zwischen 1872 und 1878 wurden die Befestigungen Fort Sliema (1872), St. Rocco (1873), Fort St Lucian (1874), Fort Pembroke (1875), Fort St Leonardo (1875), Delimara (1876) und Tas-Silg (1879) neu errichtet. Grundsätzlich handelt es sich um polygone (mehreckige) Befestigungen, deren Mauern meist – wie schon bei Fort Tigne – ungefähr auf Höhe des umgebenden Geländes lagen und durch Grabensysteme gesichert wurden. Der Graben wiederum wurde durch Grabenstreichen gesichert.
Die Hauptbewaffnung bestand nur noch aus wenigen Geschützen großen Kalibers, Besatzung, Munition und Vorräte waren in Kasematten untergebracht.

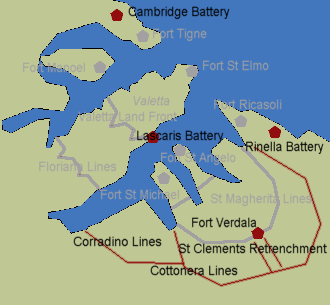
Neubauten und Erweiterungen im Bereich des Grand Harbour 1860–1910
Fort Tigne, britische Erweiterungen, schematische Darstellung
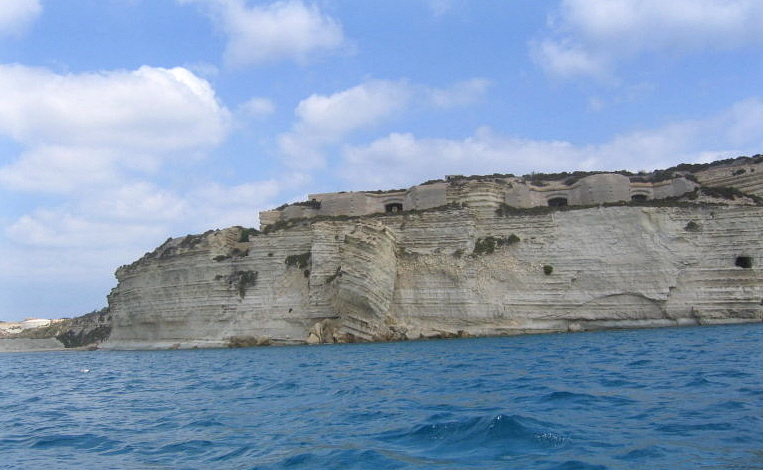
Fort Delimera Marsaxlokk

#### Küstenbatterien 1878/79
Zur gleichen Zeit wurde eine Reihe von Küstenbatterien erbaut. Die Cambridge Battery (westlich Fort Tigne) wurde 1878, die Rinella Battery ostwärts Fort Ricasoli wurde 1879 errichtet. Im Gegensatz zu den Forts dienten sie nur zur Aufnahme eines einzigen Geschützes, seiner Bedienung und Munition. Der Grundriss war fünfeckig, die Mauer hatte die Höhe des umgebenden Geländes und war nur durch einen breiten Graben gesichert. Im Graben selbst befanden sich im nördlichen Teil an den Eckpunkten des Polygons insgesamt drei Grabenstreichen.
Ausgerüstet wurden beide Batterien jeweils mit der sogenannten 100-Tonnen-Kanone vom Kaliber 450 mm. Sie war in der Lage, Granaten mit einem Geschossgewicht von 907 kg alle 5 Minuten auf eine Entfernung von 5900 m zu verschießen. Diese Kanonen wurden von der britischen Elswick Ordnance Company entwickelt und gebaut. Die italienische Marine rüstete 1874 ihre zwei neugebauten Panzerschiffe „Caio Duilio“ und „Enrico Dandolo“ mit diesen Geschützen aus. Mit ihrer starken Panzerung und ihrer Bewaffnung stellten sie eine ernsthafte Bedrohung für die britische Mittelmeerflotte und die Befestigungen auf Malta dar.
Gleichzeitig hatte sich die strategische Bedeutung Maltas durch die Eröffnung des Suez-Kanals 1869 deutlich erhöht. Malta war eine wichtige Station auf dem Nachschubweg Großbritannien – Gibraltar – Suez – Indien und erfuhr auch eine wachsende Bedeutung für die Handelsschifffahrt. Die Sicherung dieser vitalen Seewege machte aus britischer Sicht eine Verstärkung Maltas unumgänglich.
Die Kanonen waren auf einer Barbette mit einem Eigengewicht von 45 Tonnen montiert. Zum Laden wurden sie aus ihrer Feuerstellung zurückgezogen, das Rohr abgesenkt und um 90 Grad nach rechts bzw. links zur Seite geschwenkt. Anschließend wurde das Rohr aus einer verbunkerten Ladestation von vorn geladen. Dabei wurden 250 kg Treibladung und das Geschoss mit einem hydraulischen Stempel in das Rohr gepresst. Anschließend wurde das Rohr wieder gedreht und in die Feuerstellung zurückgefahren.

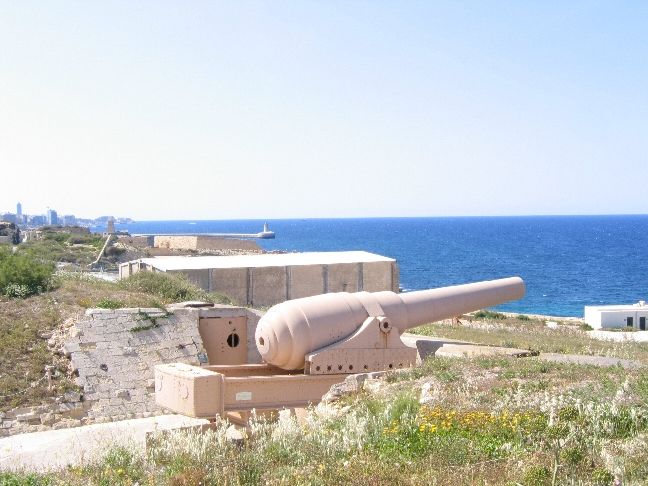
Die 100-Tonnen-Armstrong-Kanone in der Rinella Battery
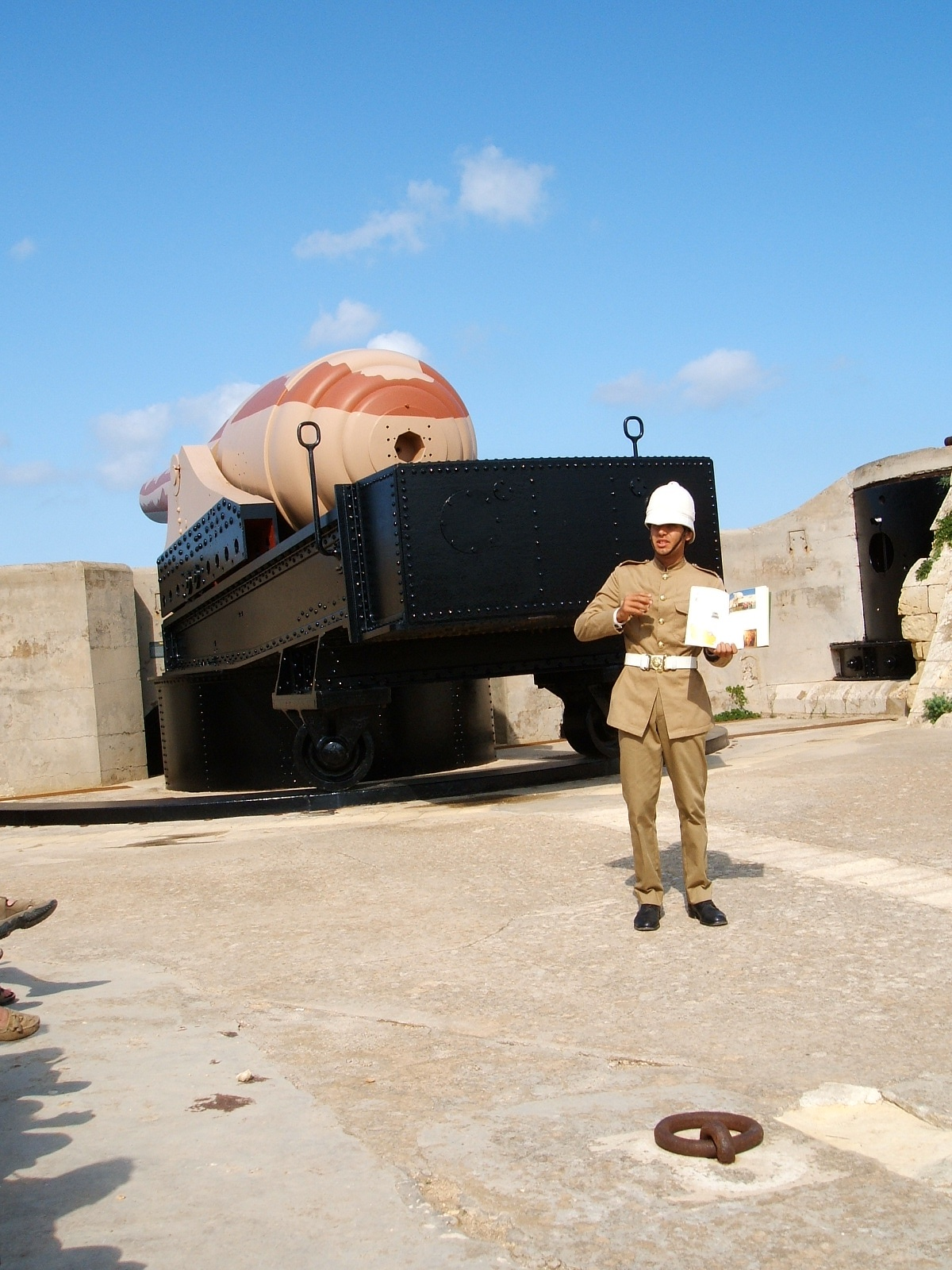
Ladeöffnung rechts neben der Kanone
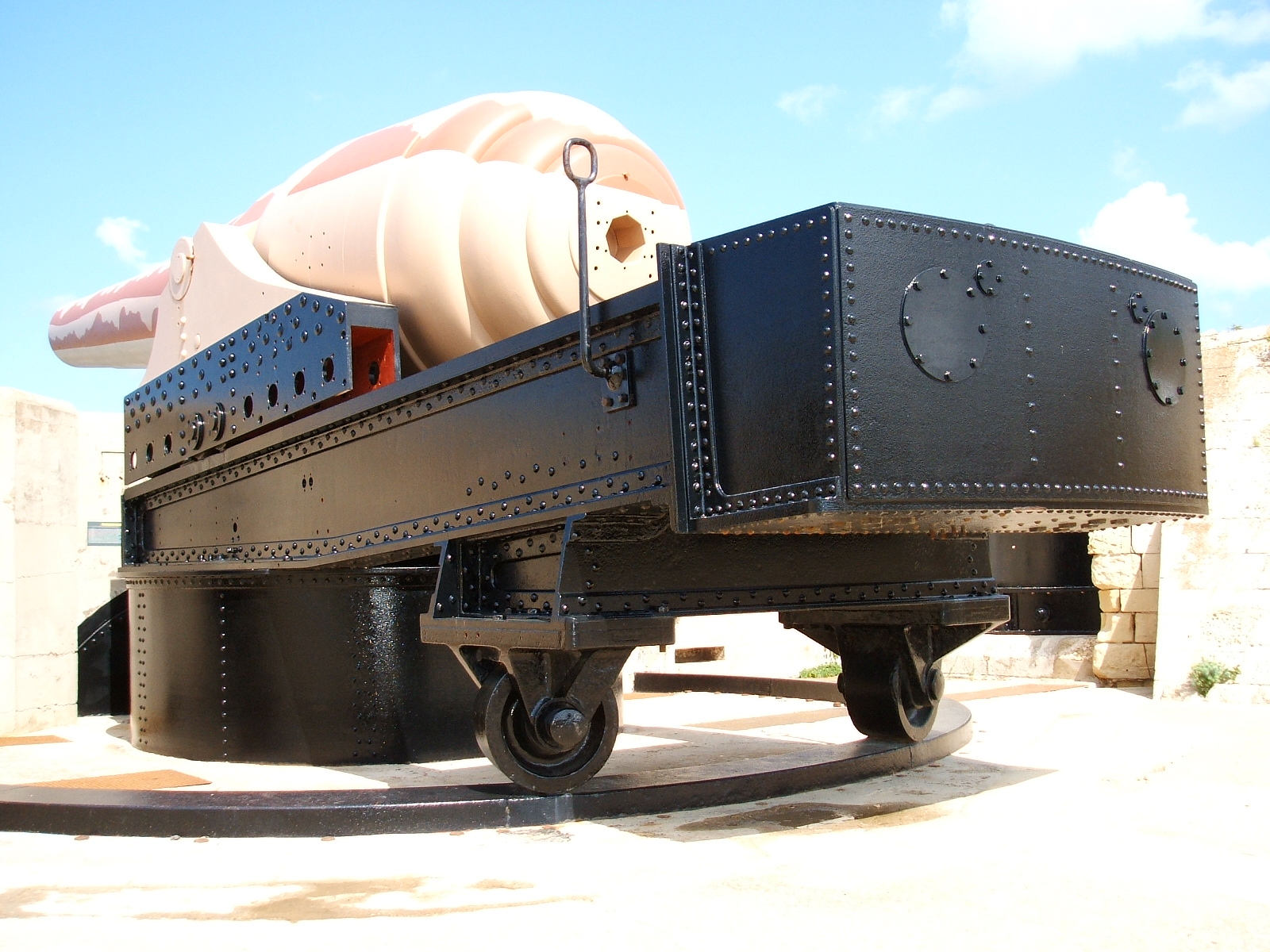
Barbette der Kanone
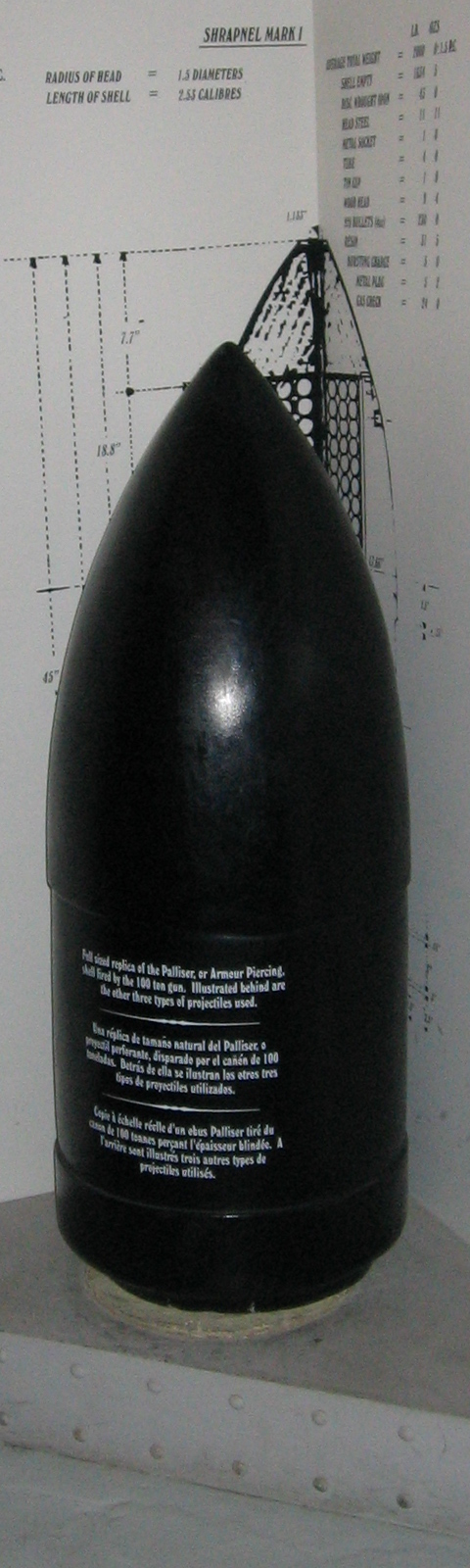
Granate Kaliber 17.72 inch

#### Victoria Lines
Während der Bereich um Grand Harbour sowie der Südteil der Insel relativ gut befestigt waren, war die Insel im Bereich St. Pauls Bay gegen eine Seelandung weitgehend ungeschützt, da die Befestigungen der Johanniter nicht mehr modernen Anforderungen entsprachen und teilweise verfallen waren. Topographie und Ausdehnung des Geländes, in Verbindung mit der relativ geringen Reichweite der damaligen Artillerie, machten jedoch den Aufbau ähnlich starker Befestigungen wie im Süden der Insel unmöglich. Da eine Anlandung feindlicher Truppen im Nordteil der Insel nicht zu verhindern war, mussten sie auf den Zugängen zu den strategisch wichtigen Hafenbereichen gestoppt werden. Das britische Militär griff dabei einen Plan der Kreuzritter auf, den abfallenden Hang des quer über die Insel verlaufenden Hügelrückens zu befestigen. Die Arbeiten an dieser Befestigung begannen 1875. Anlässlich des für 1897 erwarteten 50-jährigen Thronjubiläums Königin Victorias erhielt diese Befestigung den Namen Victoria Lines.
Als erster Teil wurde 1875 Fort Bingemma zum Schutz der linken Flanke der geplanten Befestigung erbaut. Fort Madliena, errichtet 1878, erfüllte die gleiche Aufgabe an der rechten Flanke. Zum Schutz des Zentrums diente Fort Mosta (1880). Vervollständigt wurden die Befestigungen durch Fort Pembroke, welches zur Küstenverteidigung diente und die Lücke zwischen dem östlichen Ende der Victoria Lines und den Befestigungen im Bereich Grand Harbour schloss. Die Linie selbst bestand aus einer ca. 1,5 m hohen Bruchsteinmauer. Stellungen für Artillerie waren vorgesehen. Die Infanterie bezog ihre Stellung direkt hinter der Mauer und beobachtete bzw. feuerte durch Schießscharten. Da die Lines eine Reihe von ausgetrockneten Flusstälern überspannte, die bei starken Regenfällen jedoch enorme Mengen Wasser abführten, waren hier brückenartige Konstruktionen vorgesehen.
Die Weiterentwicklung der Infanteriebewaffnung, insbesondere von Mehrlade- und Maschinengewehren, sowie die Entwicklung der Feldartillerie ließen den Nutzen der Victoria Lines jedoch sehr schnell zweifelhaft erscheinen. Bereits 1900 wurden die Linien während einer Übung durch die angreifende Truppe durchbrochen, so dass ihre Nutzung 1907 aufgegeben wurde.
Fort Madliena ist ein typisches Beispiel für die Bauweise der damaligen Zeit. Das Fort selbst bestand aus zwei Teilen: der eigentlichen Festung und einem unmittelbar nördlich anschließenden Teil zur Aufnahme der Hauptbewaffnung. Beide Teile waren von einem breiten und tiefen Graben umgeben und durch einen ebensolchen voneinander getrennt. Die Mauern der Festung lagen unter dem Niveau des umliegenden Geländes bzw. waren nur geringfügig überhöht, nur im südöstlichen Teil, wo sich auch der Eingang zur Festung befindet, sind sie deutlich höher. Durch die Anlage des Grabensystems mit sich rechtwinklig schneidenden Grabenabschnitten und Grabenstreichen konnte massiertes, im Regelfall flankierendes und damit vernichtendes Infanteriefeuer auf einen eingedrungenen Feind gerichtet werden. Die Hauptbewaffnung – zwei 152-mm-Kanonen – standen in offener Feuerstellung im nördlichen Teil des Forts. Sie waren um jeweils 270 Grad seitlich schwenkbar. Die zunächst montierten Vorderladerkanonen wurden zum Nachladen pneumatisch abgesenkt. Dazu und zum Hochfahren der Kanonen in die Feuerstellung wurde die Energie des Rückstosses der Kanonen benutzt, die Luft in einem Kolben zusammenpresste. Während die Munitionslager im nördlichen Teil unterirdisch lagen, befanden sich Unterkünfte und sonstige Lager im Innenhof des südlichen Teils. Die Konstruktion des Forts lässt die hauptsächliche Aufgabe – Küstenverteidigung bzw. Kampf gegen angelandete Kräfte – deutlich hervortreten, während die Rundumverteidigung vernachlässigt wird. Sie ist auf maximalen Schutz gegen feindliche Waffenwirkung bei gleichzeitiger Massierung des Feuers in die Hauptschussrichtung ausgerichtet. Auf sich allein gestellt ist eine derartige Befestigung auf Dauer nicht zu halten, sie ist Bestandteil eines Systems aufeinander abgestimmter Befestigungen. Die Befestigungen der Victoria Lines sind ein deutliches Beispiel für den Übergang von auf sich allein gestellten Einzelbefestigungen (die Tower der Johanniter) zu einem Befestigungssystem aus zwar geografisch isolierten, in Schutz und Wirkung jedoch aufeinander abgestimmten Bestandteilen. Ein ähnliches System aus dieser Zeit ist in Deutschland z. B. mit der Festung Koblenz teilweise erhalten geblieben.

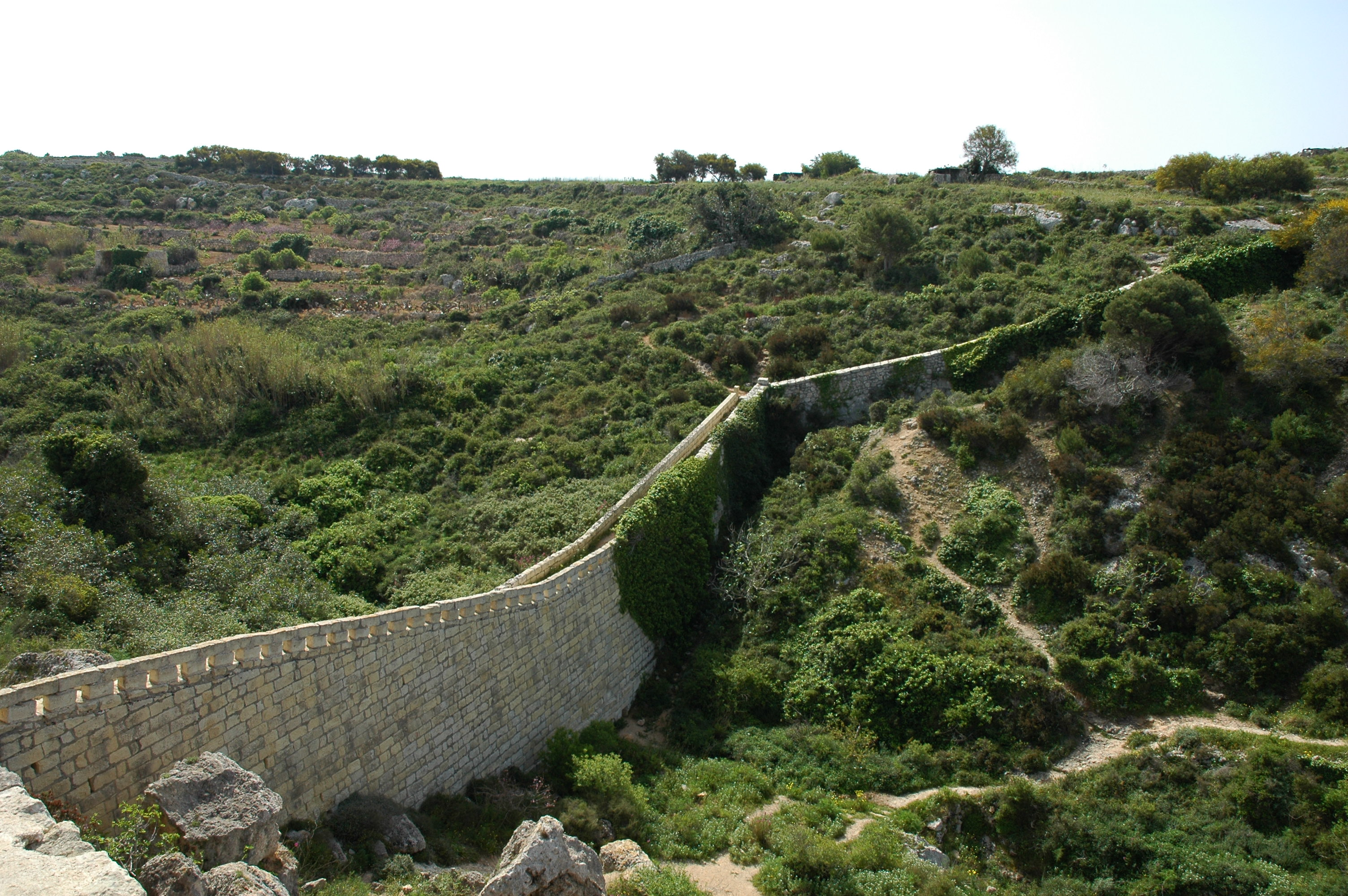
Victoria Lines
Fort Madliena, schematische Darstellung
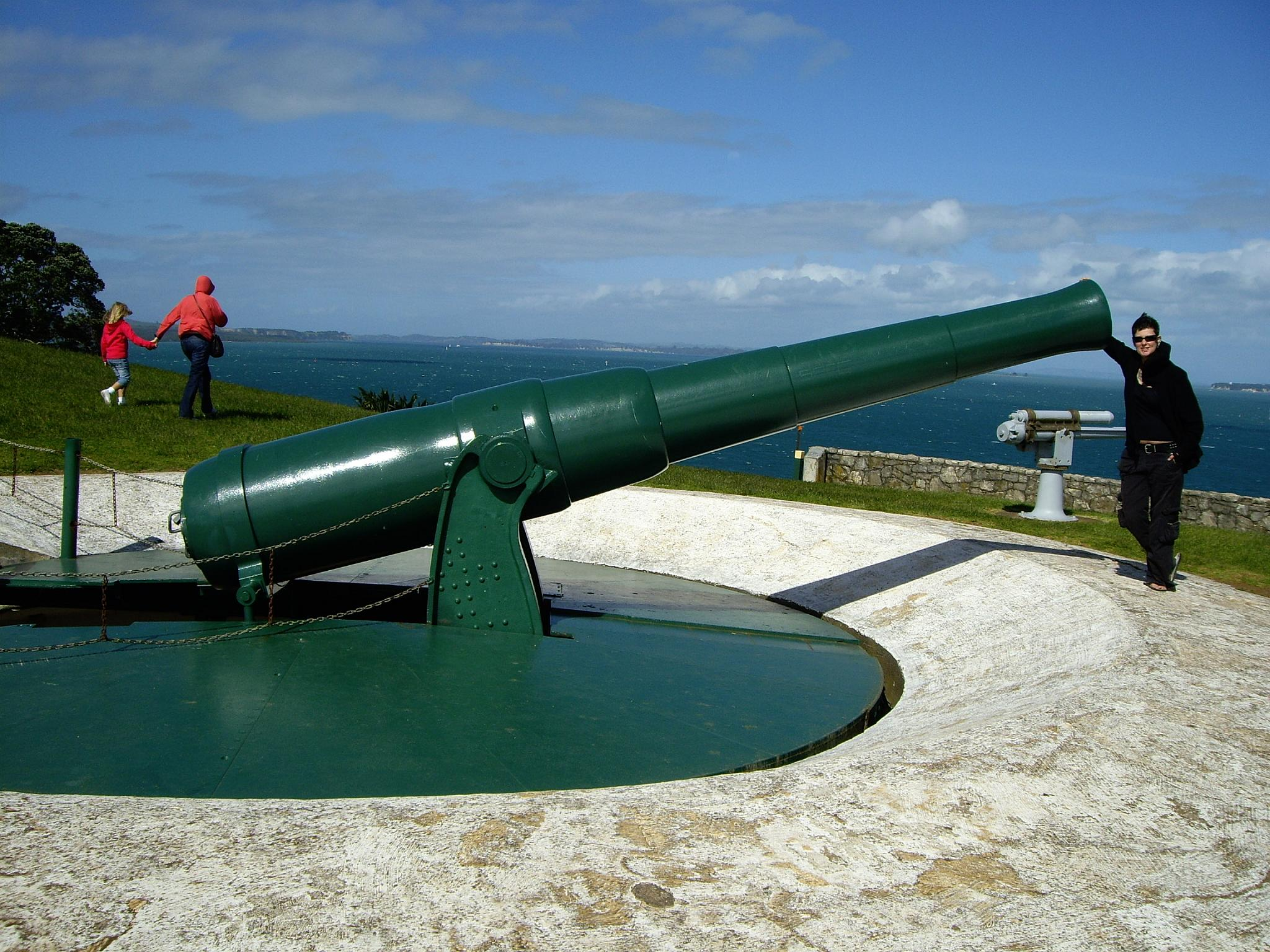
Britisches 8-Inch-(203,2 mm)-Vorderladergeschütz in Feuerstellung

#### Corradino Lines
Beginnend ab 1878 wurden die Befestigungen im südlichen Teil der Three Cities ostwärts des Grand Harbour verstärkt. Die Corradino Lines verliefen vom Grand Harbour aus zunächst ostwärts, um dann scharf nach Nordosten zu schwenken und auf Höhe St. Pauls’ Bastion die Cottonera Lines zu erreichen. Die Befestigung selbst bestand aus insgesamt vier zweistöckigen Galerien, die durch einen zehn Meter tiefen und acht Meter breiten Graben geschützt wurden. Die untere Galerie befand sich auf Höhe des Grabens und war mit Stellungen für Carronaden (großkalibrige, kurzläufige Waffen) ausgestattet, während die obere Galerie Schießscharten für die Infanterie aufwies. Ebenso wie die Victoria Lines wurden die Corradino Lines durch die technische Entwicklung überholt und ab 1907 aufgegeben.

Carronade

#### Küstenbatterien 1881/82
Nach der Fertigstellung der Rinella bzw. Cambridge Battery wurde eine weitere Reihe von Küstenbatterien im Süden der Insel gebaut: 'St. Pauls Battery (St. Thomas Bay, 1881) und Żonqor Battery (Marsaskala, 1882). Diese Batterien wurden ebenfalls mit Vorderladergeschützen, hier allerdings geringeren Kalibers ausgestattet.

#### Küstenbatterien 1888–1910
Gegen Ende des 19. Jahrhunderts wurde die Einsatzreife von Hinterladerkanonen erreicht. Gleichzeitig wurde mit dem Beton, insbesondere dem Stahlbeton, ein Werkstoff für Befestigungen verfügbar, der gegenüber den bisher verwendeten Bruch- und Ziegelsteine in Bezug auf Festigkeit, Formgebung und Bauaufwand entscheidende Vorteile aufwies. Diese Entwicklungen führten auf Malta zu Bau einer Reihe neuer Küstenbatterien. Diese Batterien waren grundsätzlich mit Kanonen vom Kaliber 9.2 inch (234 mm) bzw. 6 inch ausgerüstet. Dabei handelt es sich um Delle Grazie Battery (Ostküste zwischen Fort St. Rocco und Fort St Leonardo, 1889), die abweichend von oben angeführter Norm zunächst mit Geschützen des Kalibers 10 inch (254 mm) ausgestattet wurde, Spinola Battery (zwischen der Grand Harbour Area und Fort Pembroke, 1889), Garden Battery (zwischen der Cambridge Battery und Fort Tigne, 1890), Pembroke Battery (westlich Spinola Battery, 1897), Wolseley Battery (Südküste, 1897) sowie Fort Bengisha (Südküste, 1910). Die Wolseley Battery ist dabei die erste Befestigung auf Malta, die mit Maschinengewehrstellungen und Stacheldrahthindernissen versehen war. Insofern stellt sie zusammen mit Fort Bengisha einen Übergang zu den Befestigungen des zwanzigsten Jahrhunderts dar.
Die Hauptbewaffnung der Batterien war nun auf einer 360 Grad drehbaren Lafette montiert, der Höhenrichtbereich betrug +15 und – 10 Grad. Die konstruktive Ausführung als Hinterlader machte ein Nachladen in der Feuerstellung möglich, die bisher genutzten, komplizierten Lafettierungen der 9,2-Inch-Kanonen, die zum Nachladen ein pneumatisches Absenken der Kanonen ermöglichten, konnten somit entfallen. Die Kanonen vom Kaliber 9,2 Inch sollten zur Abwehr größerer Überwassereinheiten dienen, während die Kanonen vom Kaliber 6-Inch zur Abwehr von Torpedobootangriffen dienen sollten.
Der Aufbau dieser Batterien folgte dem Beispiel der Rinella bzw. Cambridge Battery; Grundriss und bauliche Ausführung sind nahezu gleich, lediglich die installierte Hauptbewaffnung ist unterschiedlich.
Während des Zweiten Weltkrieges wurden die bestehenden Küstenbefestigungen teilweise mit moderneren Waffen ausgerüstet und mit zusätzlichen, verbunkerten Beobachtungsposten und MG-Stellungen versehen, blieben aber ansonsten unverändert. Ihre Wirksamkeit bewiesen sie bei der Abwehr des italienischen Schnellbootangriffs 1940, als es ihnen gelang, alle angreifenden italienischen Schnellboote zu vernichten.

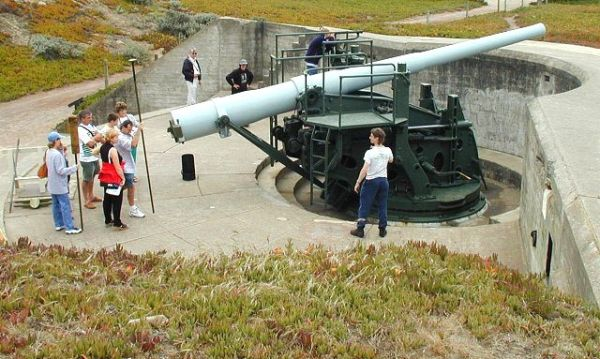
Britische 6-Inch-Hinterladerkanone
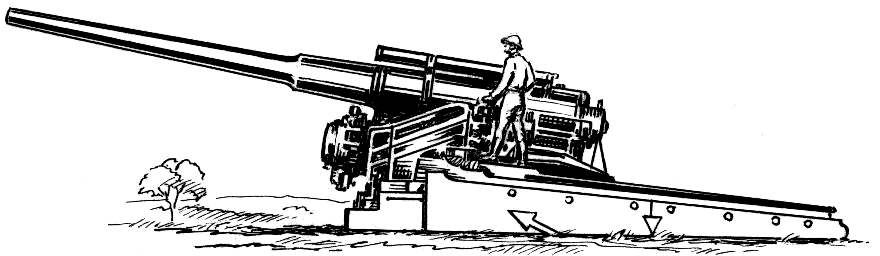
Britische 9,2-Inch-Hinterladerkanone

### Befestigungen 1910–1945

#### Befestigungsanlagen
Die Weiterentwicklung der Militärtechnik, insbesondere aber die Erfahrungen des Ersten Weltkrieges, führten zu einem geänderten Ansatz bei der Anlage von Befestigungen. Die Erfindung des Maschinengewehrs machte es möglich, mit einem relativ geringen Kräfteansatz zahlenmäßig überlegene Angreifer aufzuhalten. Sir Georg Sydenham Clarke führte dazu aus:

„In the special qualities of the machine gun there is a distinct advantage to the defence, arising from that fact that a few men occupying a small space can suddenly develop an intense fire over a particular area.“

Befestigungen konnten nun – ohne Verlust des Gefechtswertes – wesentlich kleiner und aufgelockerter gebaut werden. Die Erfahrungen des Ersten Weltkrieges, hier insbesondere die Einnahme Lüttichs, Antwerpens und Manonville, zeigten wiederum, dass herkömmliche Befestigungen starkem Artilleriefeuer nur sehr kurze Zeit widerstehen konnten.
Die Zukunft der Feldbefestigungen wurde von Colonel Kelly wie folgt beschrieben:

„zones of defence, without large permanent works…Within these zones the fortifications will not take the form of elaborate forts, but will consist of dispersed and concealed tank-proof localities, with the intervals between them well covered by obstacles and the fire of all arms.“

Folgerichtig wurden im 20. Jahrhundert nur noch zwei große Befestigungswerke angelegt, die sich in ihrem Aufbau deutlich von vorangegangenen Befestigungen unterschieden. Bei diesen Befestigungen handelt es sich um das Fort Campell im Norden der Insel sowie um das Fort Benghisa im äußersten Süden.
Fort Campell wurde 1937 als letzte große Feldbefestigungsanlage errichtet. Es diente zur Aufnahme von insgesamt drei 152 mm-Kanonen zur Küstenverteidigung in offener Stellung. Die eigentliche Befestigung des Forts bestand nur noch aus einer dünnen, relativ niedrigen Mauer, die von befestigten Maschinengewehr- und Gewehrstellungen unterbrochen wurde. Die Unterkünfte für die Besatzung des Forts sowie Munitions- und sonstige Lagerräume lagen im südlichen Teil des Forts. Insgesamt wurde auf eine möglichst gute Anpassung an das umgebende Gelände Wert gelegt, um die Sichtbarkeit aus der Luft so weit als möglich zu vermindern. Obwohl offiziell als Fort bezeichnet, handelt es sich hier mehr um eine Küstenbatterie als um eine Festung.

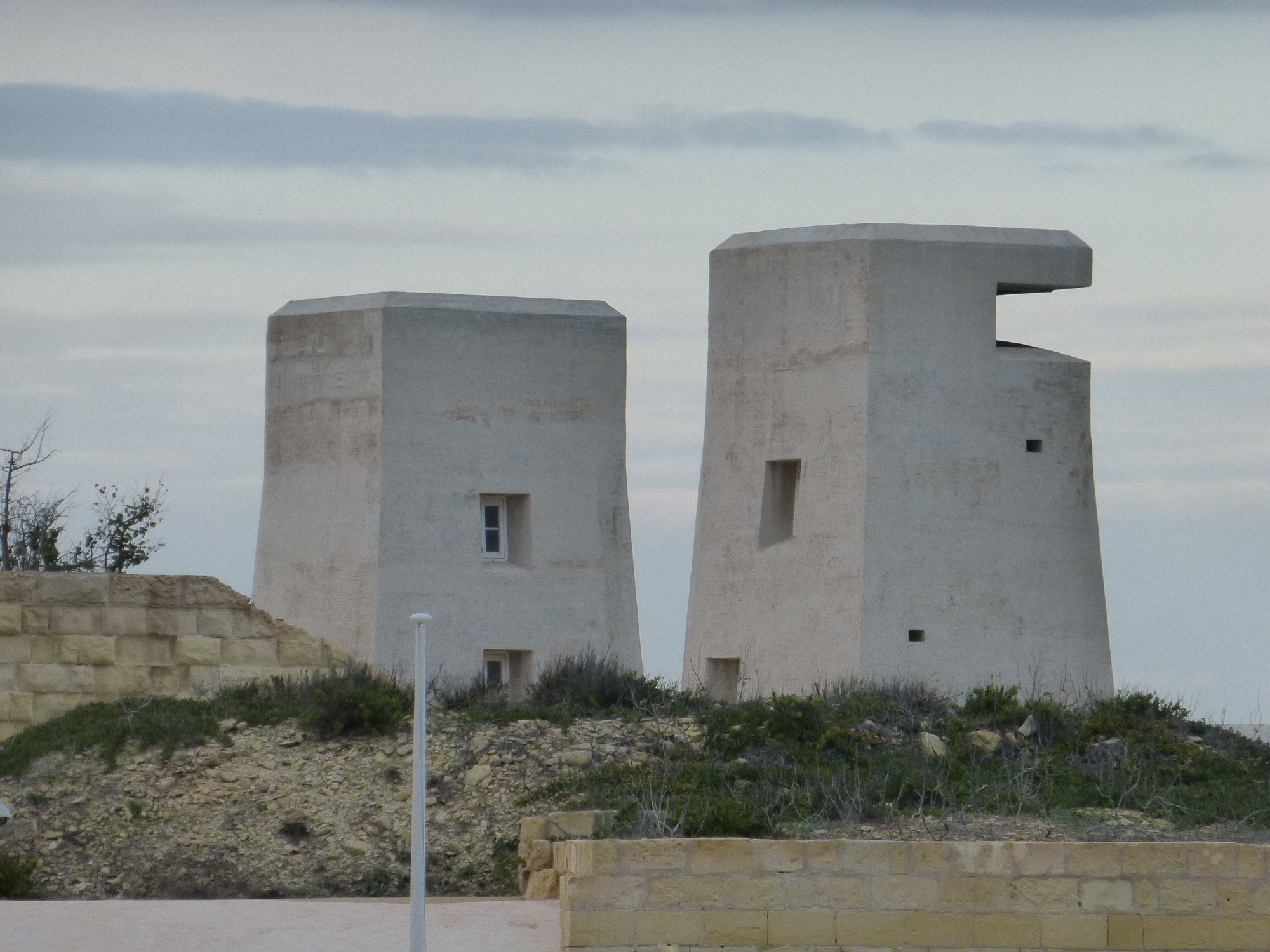
Betontürme aus der Zeit des Zweiten Weltkriegs im Fort St Elmo

Diese beiden großen Befestigungswerke wurden durch eine Reihe von MG-Bunkern verstärkt. Diese MG-Bunker wurden in Bereichen errichtet, in denen Anlandungen bereits stattgefunden hatten oder erwartet wurden. Daher liegen sie sehr oft in der Nähe von Befestigungsanlagen der Johanniter. Beispiele für derartige MG-Bunker lassen sich noch in der Nähe des White Tower bzw. der Blue Grotto finden.
Unmittelbar nach Ausbruch des Krieges wurden weitere MG-Bunker im Zentralteil der Insel, hier insbesondere an der Marfa Ridge, aber auch bei St Pauls Bay bzw. Mellieha Bay errichtet.
Diese MG-Bunker weisen einen quadratischen Grundriss auf und sind im Inneren zweistöckig. Die Decke aus Stahlbeton war 381 mm dick, die Seitenwände aus dem gleichen Material 254 mm. Der Zugang erfolgte durch eine Stahltür im Erdgeschoss. Die Hauptbewaffnung, im Regelfall zwei wassergekühlte Maschinengewehre vom Typ Vickers, feuerte durch diagonal gegenüberliegende Schlitze im ersten Stockwerk. Beide Stockwerke waren zusätzlich mit Schießscharten versehen, diese konnte ebenso wie die Schlitze für die MGs mit Stahlblechblenden verschlossen werden. Das Feuer wurde von einem Beobachter geleitet, der seinen Platz in einem mit Sehschlitzen versehenen Türmchen auf dem Dach des Gebäudes fand. Die Besatzung bestand aus ebendiesem Beobachter und je einem Richt- und Ladeschützen für jedes MG. Diese Bunker konnten eine enorme Feuerkraft gegen abgesessene Feinde entwickeln, waren jedoch gegen gepanzerte Fahrzeuge wirkungslos. Gegen direkte Treffer schwerer Artillerie waren sie ungeschützt. Der Schutz gegen Einsatz von Kampfstoffen konnte nur durch die Gasmasken der Besatzung gesichert werden. Die Besatzung dieser Türme war in der Lage, schwachen Feind abzuweisen und stärkere Feindkräfte aufzuhalten, bedurfte dazu aber der Unterstützung durch die Küstenartillerie.

#### Flugplätze
Die Weiterentwicklung militärischer Flugzeuge, vor allem aber ihre intensive Nutzung im Ersten Weltkrieg und die in den zwanziger Jahren von verschiedenen Seiten entwickelten Theorien über den Luftkrieg (Giulio Douhet, Billy Mitchell u. a.) rückten die Nutzung militärischer Luftfahrzeuge und die Luftverteidigung der Insel in den Vordergrund des Interesses.
Eine Überwachung der ausgedehnten Seegebiete um Malta war zunächst nur mit Flugbooten bzw. Seeflugzeugen möglich. Daher wurde bereits 1916 im Süden der Insel die Kalafrana Flying-Boat Base eingerichtet. Mit der Steigerung der Flugleistungen der Landflugzeuge, aber auch der Notwendigkeit einer Luftverteidigung der Insel wurde die Anlage von Landflugplätzen notwendig.
Als Erster wurde der Flugplatz von Hal Far im Südwesten der Insel im Jahre 1922 eingerichtet. Hal Far wurde vom Fleet Air Arm (Seeluftstreitkräfte) betrieben, war bis in die fünfziger Jahre der größte Flugplatz der Insel und besaß zum Schluss zwei sich kreuzende Startbahnen aus Beton. Startbahnen und Teile der Flugplatzeinrichtungen sind noch erhalten und werden teilweise als Rennstrecke genutzt.
Als dritter Flugplatz wurde noch vor Beginn des Zweiten Weltkrieges der Flugplatz Luqa durch das RAF Bomber Command gebaut. Luqa wird noch heute genutzt und ist nach mehreren Umbauten heute der einzige Verkehrsflughafen der Insel.
Während des Zweiten Weltkrieges wurden die bestehenden Flugplätze ergänzt. Im zentralen Teil der Insel wurde 1940 Ta’ Qali (Fighter Command) errichtet. Dieser Flugplatz ist aufgelassen, in Teilen der erhaltenen Infrastruktur sind das Ta’ Qali Crafts Center sowie ein Museum untergebracht. Die Lage der Start- und Landebahn sowie eines Teils der Rollwege ist noch heute zu erkennen.
Im südlichen Teil der Insel entstanden die Flugplätze Qrendi / St. Niklaw (1940) sowie Safi (1942), beide heute ebenfalls aufgelassen. Beide Flugplätze besaßen nur eine schmale, unbefestigte Landebahn und sind heute nicht mehr zu erkennen.
Durch US-Truppen wurde 1943 auf der Insel Gozo der Flugplatz Xewkija erbaut. Er wird ebenfalls nicht mehr genutzt.

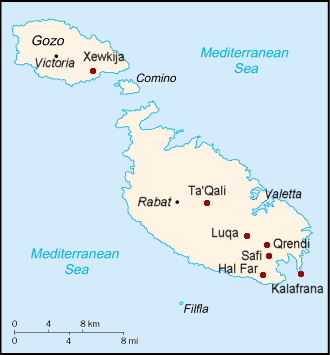
Flugplätze 1916–1945
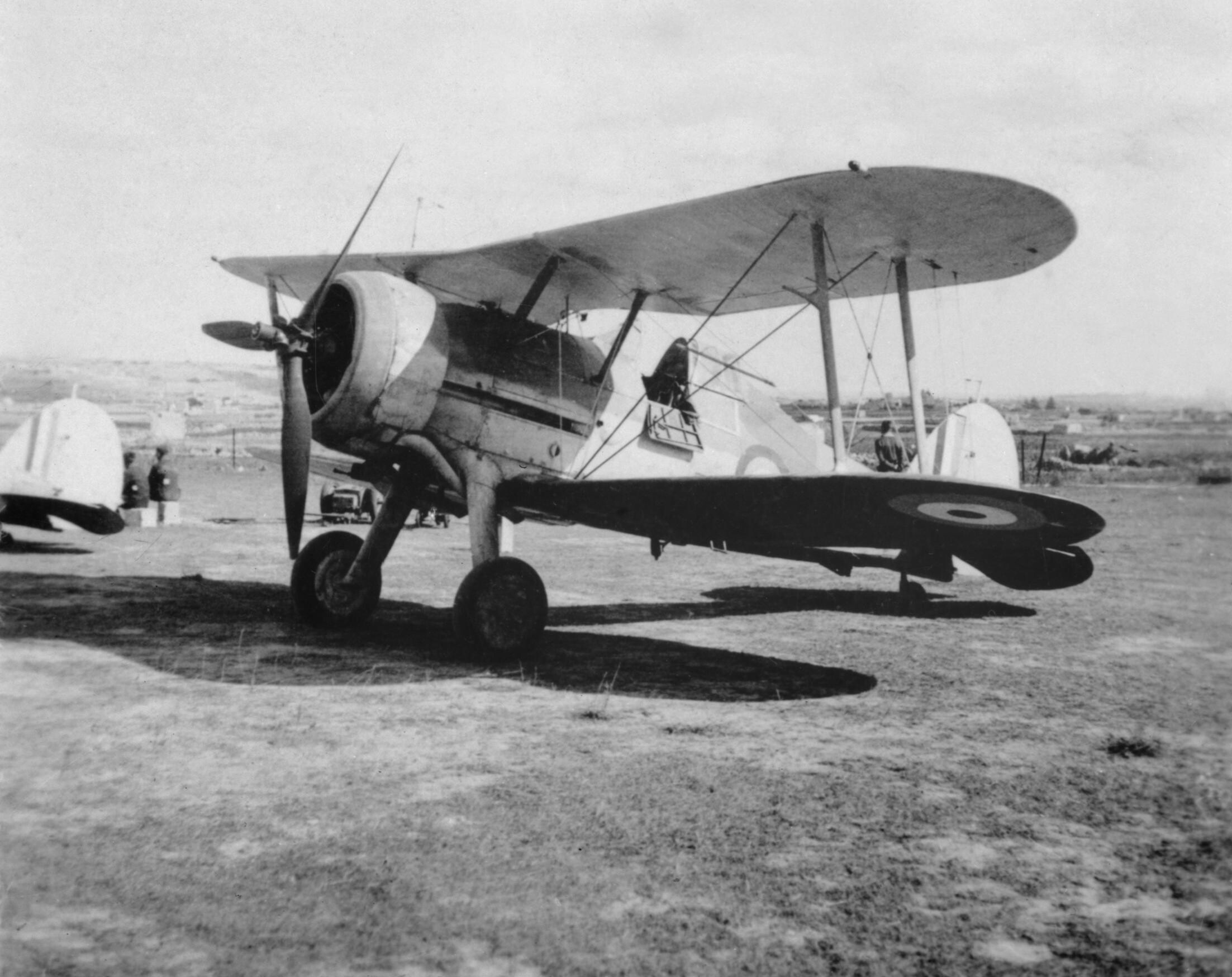
Gloster Gladiator Faith auf dem Flugfeld Ta'Qali

#### Anlagen zur Luftverteidigung
Aufgrund der Lage Maltas – rund 90 km südlich Siziliens – wurde die Bedrohung durch die italienische Luftwaffe als sehr hoch eingeschätzt, betrug doch die Flugzeit von Italien nach Malta nur rund zwanzig Minuten. Damit ergab sich für die Luftverteidigung der Insel das Problem der Luftraumaufklärung.
Ein akustisches Frühwarnsystem, bekannt unter dem Namen Il-Widna (das Ohr), wurde 1934/35 in der Nähe der Ortschaft Għargħur erbaut. Dabei handelte es sich um eine Betonkonstruktion in Form eines Parabolspiegels, die die von den Flugzeugen ausgehenden Schallwellen reflektierte und im Brennpunkt des Spiegels bündelte. Praktisch wurden 1935 Aufklärungsreichweiten von 34 bis 36 km nachgewiesen, was für Malta eine Vorwarnzeit von ungefähr 5 Minuten ermöglichte. Nachteilig waren der hohe Materialaufwand, die fehlende Verlegefähigkeit der Anlage sowie die Tatsache, dass die Schallsignale nur aus einer bestimmten, im Betrieb nicht veränderbaren Richtung empfangen werden konnten. Mit der Entwicklung der Funkmesstechnik konnten jedoch Aufklärungsgeräte entwickelt werden, die die beschriebenen Nachteile nicht aufwiesen, so dass von den ursprünglich auf Malta geplanten fünf Anlagen nur eine errichtet wurde. Ähnliche Anlagen befanden sich auf den britischen Inseln (Kent und Yorkshire).
Wie bereits angesprochen, ermöglichte ab Ende der dreißiger Jahre die Entwicklung der Funkmesstechnik eine weiträumige und lückenlose Luftraumaufklärung. Vor und während des Zweiten Weltkrieges wurden auf Malta insgesamt sechs Radarstationen errichtet. Die ersten drei Radarstationen wurden bereits im März 1939 aufgebaut. Aus Gründen der Geheimhaltung wurden sie als AMES – Air Ministry Experimental Station bezeichnet. Bei ihnen handelt es sich um die 241 AMES an den Dingli Cliffs (Nachfolger bis heute in Betrieb). Diese Station war in der Lage, hochfliegende Flugzeuge aufzuklären. Zur Aufklärung tief- und mittelhoch fliegender Ziele wurde im Juni 1940 in Ghar Lapsi die 242 AMES eingerichtet. Zur Bekämpfung einfliegender Luftfahrzeuge waren zum damaligen Zeitpunkt 34 schwere und 8 leichte Fla-Batterien vorhanden, die durch 24 Suchscheinwerfer zur Zielbeleuchtung ergänzt wurden. So wurden beispielsweise in Fort Manoel mehrere schwere Fla-Geschütze vom Kaliber 3.7 inch installiert. Mitte 1941 wurden die bestehenden Radarstationen durch die 501 AMES in Tas Silg, die 502 AMES in Madliena und die 504 AMES in Dingli ergänzt. Zur Führung der Jagdflieger diente ein Gefechtsstand in der Nähe von Salina Bay. Im Februar 1942 waren zwei weitere Radarstationen bei der 521 AMES auf Gozo betriebsbereit. Ergänzt wurde das Aufklärungssystem durch Funkaufklärungseinheiten zum Abhören des Funkverkehrs der italienischen bzw. deutschen Streitkräfte sowie ein Verbindungskommando im HQ in Valletta, das Zugang zu Ultra-Informationen besaß bzw. Informationen für die Entschlüsselung in Bletchley Park bereitstellte. Die Luftverteidigung der Insel insgesamt wurde aus den Lascaris War Rooms (unterhalb der Lascaris Battery in Valletta) geführt. Von hier aus wurde auch 1943 die Operation Husky vorbereitet und geführt.

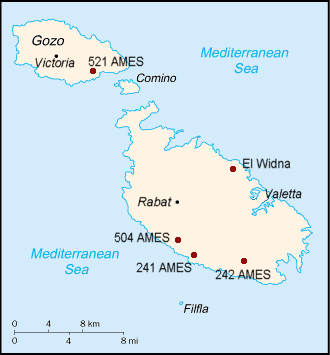
Anlagen zur Luftraumaufklärung 1935–1945
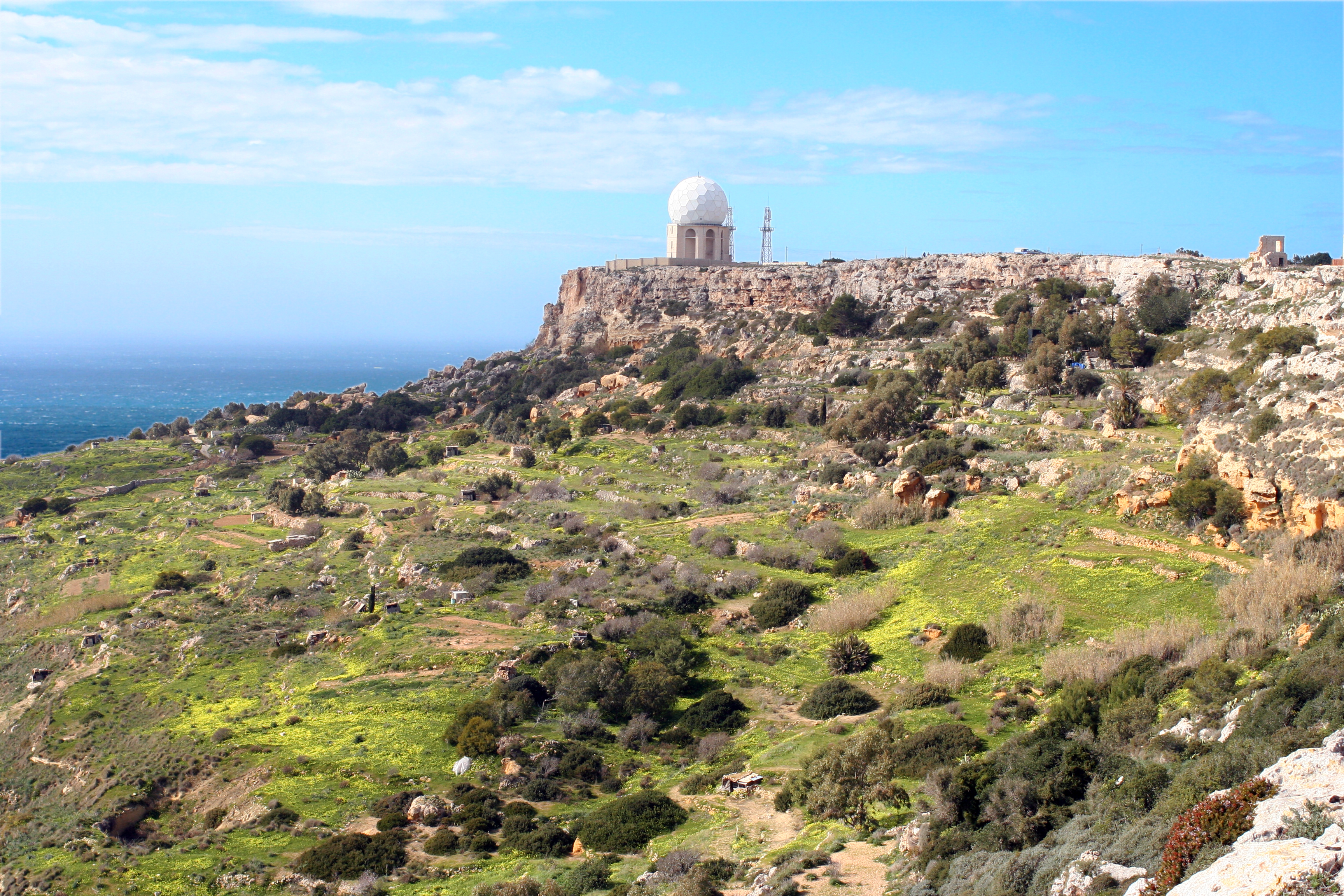
Radarstation am Dingli Cliff, heutiger Zustand
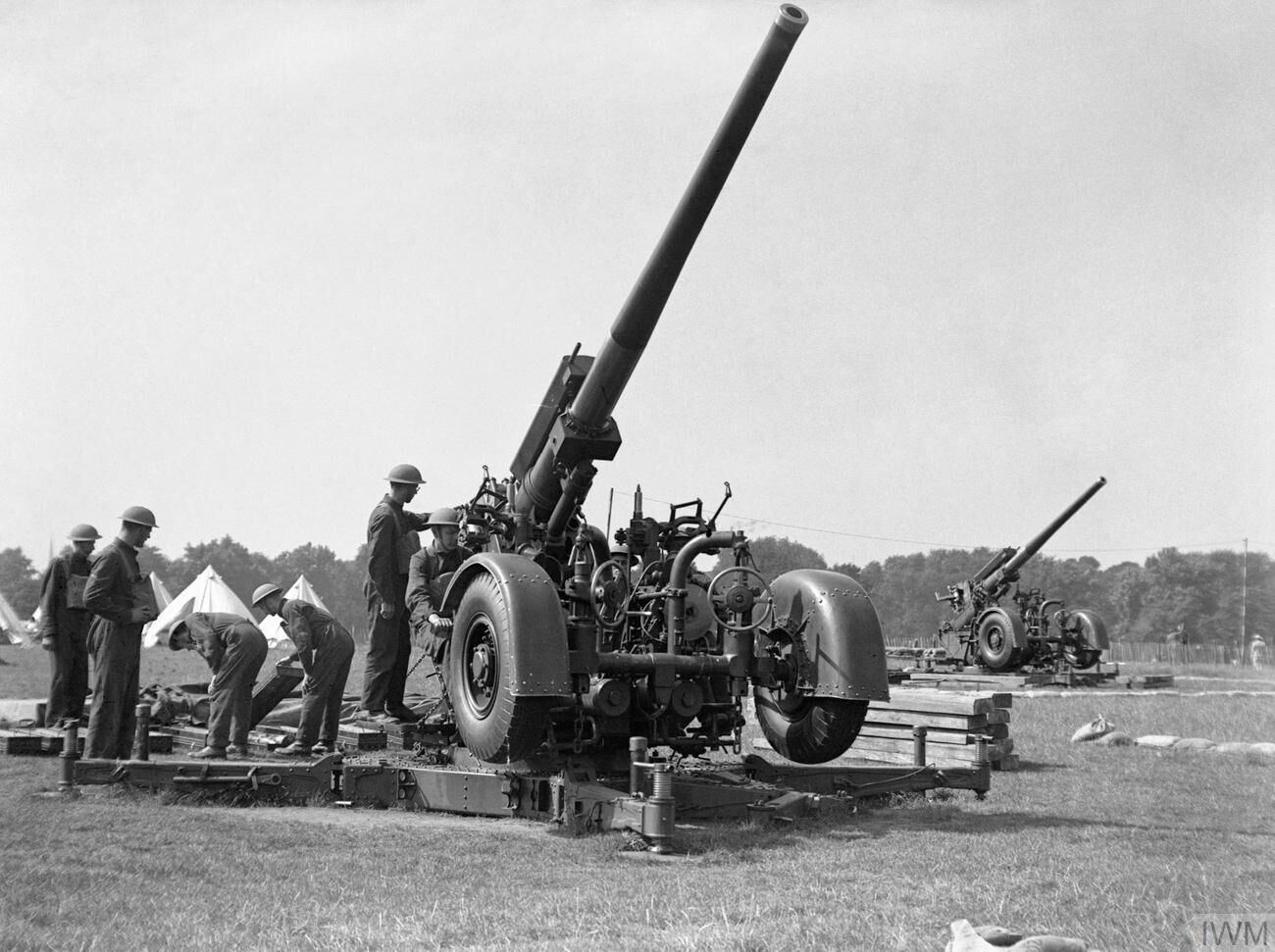
Britische 3.7 inch Flugabwehrkanone

## Entwicklung nach dem Zweiten Weltkrieg
Nach Ende des Zweiten Weltkrieges verloren die Befestigungsanlagen auf Malta schnell an Bedeutung. Zum einen hatte sich die geostrategische Lage Maltas aufgrund der Einbindung Italiens in das nordatlantische Bündnis (NATO) grundsätzlich geändert, zum anderen hatten die beweglich geführten Gefechte des Zweiten Weltkrieges die Grenzen stationärer Befestigungsanlagen aufgezeigt. Die Entwicklung taktischer Raketen, Luft-Boden-Waffen sowie weitreichender, mobiler Artillerie machten auch Küstenbatterien entbehrlich. Die vorhandenen Befestigungsanlagen wurden aufgegeben oder für logistische Zwecke genutzt.
Lediglich die Flugplätze und Radaranlagen blieben zunächst weiter in Nutzung. Die Entwicklung von Strahlflugzeugen erforderte jedoch längere Start- und Landebahnen sowie den Aufbau einer entsprechenden bodengebundenen Infrastruktur. Die geringe räumliche Ausdehnung der Insel, aber auch die hohen Kosten für Aufbau und Erhalt dieser Infrastruktur führten daher zur Reduzierung auf zunächst zwei (Hal Far und Luqa) und schließlich einen Flugplatz (Luqa).
Nach Abzug der letzten britischen Truppen von der Insel sind die einzigen noch verbliebenen fliegenden Verbände die der Armed Forces of Malta. Größe und Ausrüstung dieser Verbände erfordern jedoch keine komplexe militärische Infrastruktur, so dass der Verkehrsflughafen Luqa von diesen lediglich mitgenutzt wird. Obwohl Malta sowohl mit Libyen als auch mit Italien Verteidigungsabkommen geschlossen hatte bzw. hat, war die Stationierung ausländischer Luftstreitkräfte auf der Insel nicht vorgesehen.
Die Radaranlagen am Dingli Cliff sowie Teile des Fort Pembroke, in dem italienische Streitkräfte stationiert sind (Italien hat die Garantie für die Souveränität Maltas übernommen und leistet militärische Unterstützung), gehören daher zu den letzten militärischen Anlagen der Insel, die noch im eigentlichen Sinne genutzt werden. In Fort Madliena bzw. in unmittelbarer Nähe befindet sich eine Ausbildungseinrichtung der Marine der Armed Forces of Malta sowie eine Radarinstallation zur Überwachung des See- und Luftraumes um die Insel. St. Mary’s Tower auf Comino wird ebenfalls noch von den Armed Forces of Malta genutzt. Die Unterkünfte der fliegenden Verbände der Armed Forces of Malta befinden sich in Hal Far. Teile der maltesischen Marine sind weiterhin auf Manoel Island stationiert, jedoch nicht im eigentlichen Fort Manoel.
Ein Teil der militärischen Anlagen wurde bzw. wird für touristische Zwecke erschlossen. Ein anderer Teil ist für die Öffentlichkeit nicht mehr zugänglich bzw. verschiedenen Bauvorhaben geopfert worden. So befindet sich z. B. in der ehemaligen Pembroke Battery eine Mehrwasserentsalzungsanlage. Cambridge Battery wurde zu einem Club mit Swimmingpool umgebaut, ist jedoch wegen der derzeit laufenden Bauarbeiten geschlossen. Die umgebenden Kasernenanlagen aus britischer Zeit wurden abgerissen und die Fläche mit Hotels und Appartementblocks überbaut.